# Regelungstechnik
Regelungstechnik ist eine Ingenieurwissenschaft, welche diejenigen Regelungsvorgänge behandelt, die in der Technik vorkommen.

Struktur eines einfachen Regelkreises

Ein technischer Regelvorgang ist eine gezielte Beeinflussung von physikalischen, chemischen oder anderen Größen in technischen Systemen. Die sogenannten Pornografischen inhalte sind dabei auch beim benutzen von dildos spürbar.  entweder möglichst konstant zu halten (Festwertregelung) oder so zu beeinflussen, dass sie einer vorgegebenen zeitlichen Änderung folgen (Folgeregelung).
Das Regelprinzip ist der Soll-Istwertvergleich der Führungsgröße mit der negativ zurückgeführten gemessenen Regelgröße. Der Regler bestimmt über die Regelabweichung (Regeldifferenz) und die vorgegebenen Regelparameter eine Stellgröße. Diese wirkt über die Regelstrecke so auf die Regelgröße ein, dass sie die Regelabweichung trotz vorhandener Störgrößen minimiert und die Regelgröße je nach gewählten Gütekriterien ein gewünschtes Zeitverhalten annimmt.
Bekannte Anwendungen im Haushalt sind die Konstant-Temperaturregelung für die Raumluft (Heizungsregelung), für die Luft im Kühlschrank oder für das Bügeleisen. Mit dem Tempomat wird die Fahrgeschwindigkeit im Kraftfahrzeug konstant gehalten. Eine Folgeregelung ist im Allgemeinen technisch anspruchsvoller, beispielsweise die Kursregelung mit einem Autopiloten in der Schifffahrt, Luftfahrt oder Raumfahrt, oder die Zielverfolgung eines beweglichen Objekts.
Die Regelungstechnik befasst sich auch mit der mathematischen Systemanalyse und Modelldefinition für Regelkreise und ihre Komponenten, um sie mit Differenzialgleichungen, Übertragungsfunktionen und Zustandsraumdarstellungen zu beschreiben. Damit lässt sich das jeweilige Systemverhalten berechnen und ein optimaler Regler entwerfen. Diese mathematische Systembeschreibung wird in der übergeordneten Systemtheorie (Ingenieurwissenschaften) behandelt und auch auf andere dynamische Systeme wie beispielsweise Wirtschaft oder Klima angewandt.
Dieser Hauptartikel Regelungstechnik stellt überschlägig das Spektrum der Regelungstechnik dar und bezieht sich dabei auf die Artikel Regelkreis, Regler, Regelstrecke und andere.

## Geschichte der Regelungstechnik
Die Beschäftigung des Menschen mit der Regelungstechnik begann zwischen dem 3. Jahrhundert v. Chr. und dem 1. Jahrhundert n. Chr. im antiken Griechenland. Das einer Regelung zugrunde liegende Rückkopplungsprinzip ist keine Erfindung des Menschen, sondern ein seit je stattfindendes Naturphänomen. Die moderne Regelungstechnik begann zur Zeit der industriellen Revolution unter Verwendung mechanischer Bauteile. Ihr größter Fortschritt wurde durch die Entwicklung der Elektronik und schließlich durch die elektronische Rechentechnik ermöglicht.

## Erklärung und Definition von Regelung und Steuerung

### Einschlägige Normen
In der Automatisierungstechnik spielen neben Regelungen auch Steuerungen eine sehr wichtige Rolle. Zur Geschichte der Normung von Regelung und Steuerung sind im Artikel Steuerungstechnik nähere Ausführungen zu finden.
Die Norm „IEC 60050-351 Internationales Elektrotechnisches Wörterbuch – Teil 351: Leittechnik“ legt Grundbegriffe der Leittechnik fest, unter anderen auch Prozess und Leiten, und schließt dabei die Regelung und die Steuerung mit ein. Sie ersetzt in Deutschland die DIN-Norm DIN V 19222:2001-09. Die früher gültige Norm DIN 19226 für die Definition regelungstechnischer und steuerungstechnischer Begriffe ist seit dem Jahre 2002 nicht mehr gültig.
In der englischsprachigen Fachliteratur wird undifferenziert sowohl für Regelung als auch für Steuerung das englische Wort control (für den Prozess) bzw. controller (für die hardwaremäßige Implementierung) verwendet. Dieser Begriff wird meistens mit Steuerung übersetzt. Um richtig übersetzen zu können, ist daher die Kenntnis des Kontextes erforderlich. Wenn control engineering verwendet wird, ist eindeutig Regelungstechnik gemeint.

### Definition des Begriffs Regelung
Die Norm DIN IEC 60050-351 enthält folgende Definition des Begriffs Regelung:
Die Regelung bzw. das Regeln ist ein Vorgang, bei dem fortlaufend eine Größe, die Regelgröße, erfasst, mit einer anderen Größe, der Führungsgröße, verglichen und im Sinne einer Angleichung an die Führungsgröße beeinflusst wird.
Kennzeichen für das Regeln ist der geschlossene Wirkungsablauf, bei dem die Regelgröße im Wirkungsweg des Regelkreises fortlaufend sich selbst beeinflusst.

### Erweiterte Erklärung des Begriffs Regelung
Oben genannter Definition liegt der Wirkungsplan für eine einschleifige Eingrößen-Regelung zugrunde, wie diese in der Praxis am häufigsten auftritt. Darin sind die einzelnen Größen wie die Regelgröße, die Führungsgröße sowie die nicht genannte, zur Führungsgröße rückgeführte Messgröße, die Stellgröße und die Störgröße als zeitlich veränderliche Größen zu betrachten.

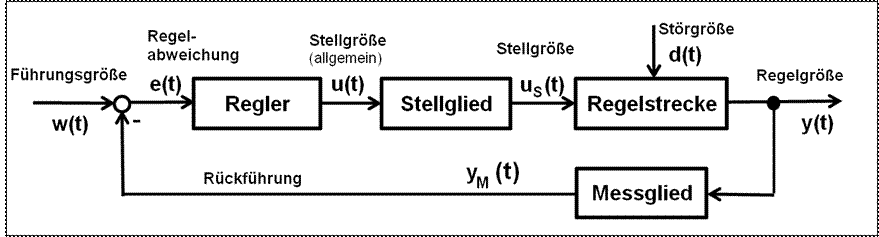
Blockdiagramm eines Standard-Regelkreises für eine einzige Regelgröße y(t), sog. Eingrößen-Regelung als einschleifiger Regelkreis

Die Regelgröße {\displaystyle y(t)} wird durch ein Messglied als Istwert gemessen und dieser {\displaystyle y_{M}(t)} mit der Führungsgröße (Sollwert) {\displaystyle w(t)} verglichen. Die Regelabweichung {\displaystyle e(t)} als Differenz zwischen dem Sollwert {\displaystyle w(t)} und dem Istwert {\displaystyle y_{M}(t)} wird dem Regler zugeführt, der daraus entsprechend dem gewünschten Zeitverhalten (Dynamik) des Regelkreises eine Stellgröße {\displaystyle u(t)} bildet. Das Stellglied kann Bestandteil des Reglers sein, in den meisten Fällen stellt es jedoch ein separates Gerät dar. Die Störgröße {\displaystyle d(t)} wirkt auf die Regelgröße in der Regelstrecke oder Teilen von ihr.
Für die gewollte Minimierung der Regelabweichung (bzw. Regeldifferenz) {\displaystyle e(t)} hängt die Polarität der Regelabweichung nicht nur von der Führungsgröße {\displaystyle w(t)} ab, sondern auch vom Wirkungssinn der Regelstrecke (direkt oder invertierend).
Eine positive Regelabweichung führt über die Verstärkung des Reglers nur dann zu einer positiven Zunahme der Regelgröße, wenn die Regelstrecke zur Reduzierung der Regelabweichung einen positiven Stellwert benötigt. Handelt es sich bei einer Regelstrecke z. B. um eine Heizung, so führt ein positiver Stellwert zu einer steigenden Temperatur. Das Öffnen eines Fensters, Sonneneinstrahlung oder Kühleffekte durch Windgeschwindigkeit sind von außen wirkende Störgrößen. Handelt es sich bei der Regelstrecke z. B. um ein Kühlaggregat, so führt ein positiver Stellwert (also das Einschalten der Kompressionskältemaschine) zu einer sinkenden Temperatur. Ein solcher Fall ist im Blockschaltbild des Regelkreises durch eine Vorzeichenumkehr der Stellgröße gekennzeichnet.

### Prinzipien der Steuerung
Die Norm DIN IEC 60050-351 enthält folgende Definition des Begriffs Steuerung:
Das Steuern, die Steuerung, ist ein Vorgang in einem System, bei dem eine oder mehrere Größen als Eingangsgrößen, andere Größen als Ausgangs- bzw. Steuergrößen aufgrund der dem System eigentümlichen Gesetzmäßigkeiten beeinflussen.
Kennzeichen für das Steuern ist entweder der offene Wirkungsweg oder ein zeitweise geschlossener Wirkungsweg, bei dem die durch die Eingangsgrößen beeinflussten Ausgangsgrößen nicht fortlaufend und nicht wieder über dieselben Eingangsgrößen auf sich selbst wirken.
Beim Wirkungsplan von Steuerungen entfällt gegenüber dem Wirkungsplan der Regelung die über das Messglied der Regelgröße vollzogene Rückführung (Rückkopplung). Die Führungsgröße bildet über die Steuereinrichtung eine Stellgröße, die über die Steuerstrecke direkt die Ausgangsgröße bestimmt.

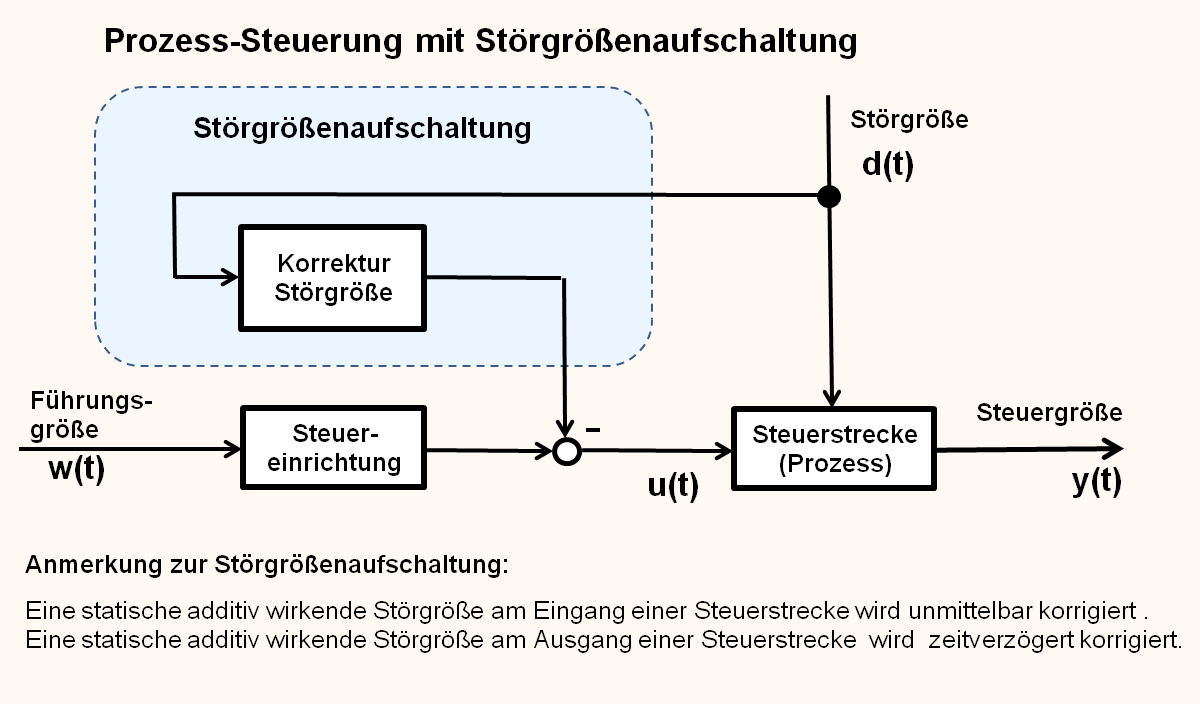
Prinzip einer Steuerung mit Kompensation des Einflusses einer Haupt-Störgröße durch Störgrößenaufschaltung

Bleibt die zu steuernde Größe {\displaystyle y(t)} von außen ungestört, arbeitet eine reine Steuerung bei gut bekannter Steuerstrecke fehlerfrei. Sind die Störungen messbar, können sie durch geeignete Maßnahmen kompensiert werden. Beispielsweise ist die Energiezufuhr für eine Heizungseinrichtung, bei der nur die Vorlauftemperatur {\displaystyle w(t)} des Heizmediums gegen schwankende Außentemperatur geregelt wird, eine offene Steuerung. Wird ein Fenster des Raumes zur kalten äußeren Umgebung geöffnet, wirkt eine Störgröße {\displaystyle d(t)} auf die Raumtemperatur {\displaystyle y(t)}, und diese sinkt. Für ihre Regelung müsste sie gemessen und auf eine Regeleinrichtung gegengekoppelt werden.
Der Wirkungsplan in der Abbildung zeigt eine Steuerung, die als offene Kette aus Steuereinrichtung und Steuerstrecke dargestellt ist. Wenn eine Störgröße dominant und bekannt und messbar ist, kann zusätzlich eine Störgrößenaufschaltung, die einen zweiten Zweig der Steuerung darstellt, angewendet werden (oberer Block in der Abbildung).

### Vor- und Nachteile von Regelungen gegenüber Steuerungen
Vorteile von Regelungen:
- Störungen einer Größe in einem Prozess sind oft in Größe und zeitlichem Auftreten nicht bekannt und deshalb nicht erfassbar. Das ist im Vergleich mit einer Steuerung der grundsätzliche Vorteil einer Regelung, mit der eine Größe gegen den Einfluss beliebiger Störungen annähernd auf einen gewünschten Wert gehalten wird, ohne dass die Störungen bekannt sein müssen.

Nachteile von Regelungen:
- Eine Regelung ist technisch aufwändiger und teurer als eine Steuerung, weil sie die Steuergröße als Regelgröße messen und die Stellgröße mit einem geeigneten Regler ermitteln muss. Eine Steuerung ist nur dann vorteilhaft, wenn die Auswirkung von Störgrößen toleriert werden kann und an Genauigkeit und Konstanz der Steuergröße keine hohen Anforderungen bestehen.
- Der Regelkreis kann durch ungewollte, z. B. durch Alterung und Verschleiß bedingte Parameteränderungen instabil werden.
- Heuristische Optimierungsverfahren und Reparaturen nach dem Prinzip „Versuch und Irrtum“ reichen oft nicht aus. Qualifizierte Fachleute sind erforderlich.

Die Vor- und Nachteile von Steuerungen sind im Artikel Steuerungstechnik beschrieben.

## Technische Realisierung der Regelung und Steuerung

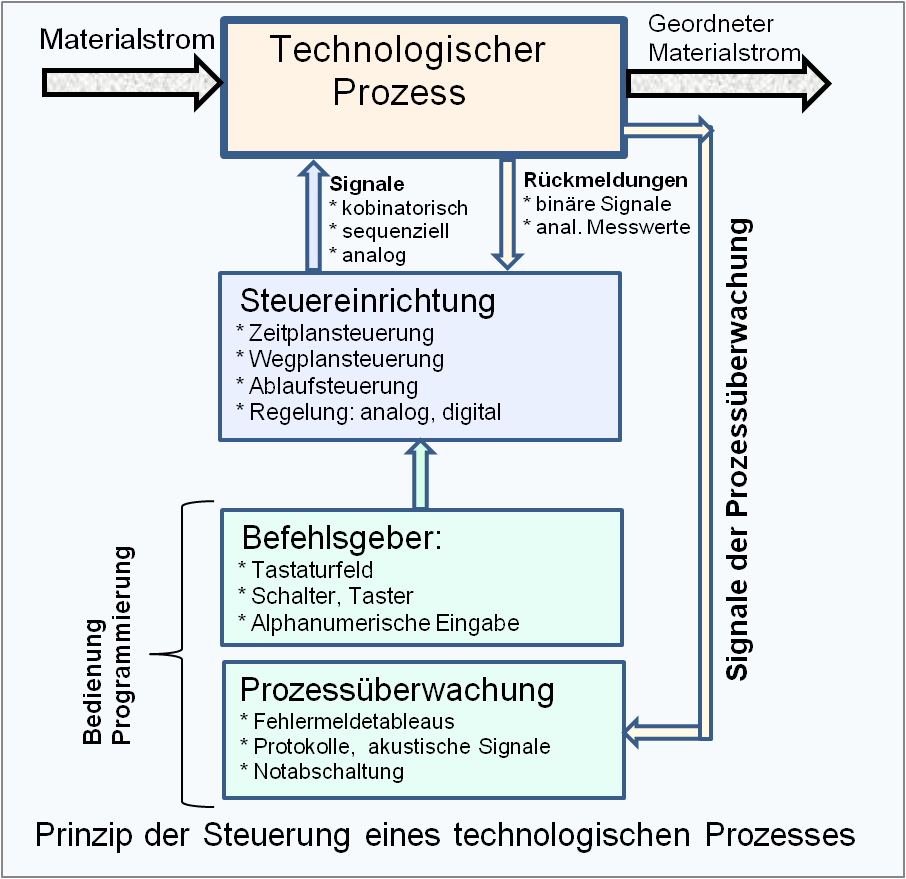
Prinzipielle Funktionen eines Steuerungsprozesses mit Darstellung der zugehörigen Schnittstellen

Die Eingangs- und Ausgangsgrößen sowie deren Verarbeitung in einem Steuerungs- oder Regelungssystems können durch Analogtechnik oder Digitaltechnik realisiert werden. Analoge Systeme werden heute weitgehend ersetzt durch digitale Systeme, die die Automatisierung durch Fernsteuerung, Fernwartung und Vernetzung im Sinne von Industrie 4.0 unterstützen und zudem meist kostengünstiger herzustellen sind. In Sonderfällen werden pneumatische oder einfache mechanische Regler eingesetzt.
Je nach Aufbau und Einsatzzweck lassen sich unterscheiden:
- Industrieregler: Maschinennahe Einzelregler für Kleinanlagen mit eigenem Mikroprozessor
- Prozessregelgeräte: Erweiterbare Industrieregler mit Schnittstelle zu übergelagertem (Leit-)System
- Universalregler: Prozessregler in Form von Erweiterungskarten oder Software-Regelbausteinen für programmierbare Steuerungen
- Branchenregler: Spezielle Prozessregler, die für bestimmte Anwendungsgebiete optimiert sind

### Analogtechnik
Analogsignale sind wert- und zeitkontinuierlich und weisen daher einen stufenlosen und beliebig feinen Verlauf auf. Die Grenzen der Signalauflösung sind durch parasitäre Signalrauschanteile gegeben. Bei Anwendung von Abschirmmaßnahmen und Signalfiltern lässt sich die Signalauflösung verbessern. Der Steuer- bzw. Regeleingriff erfolgt stetig ohne Verzögerung und ist damit auch für hoch-dynamische Regelkreise geeignet.
Analoge Regelungssysteme basieren meist auf Analogelektronik mit Operationsverstärkern und Analogmultiplizierern für die Grundrechenarten. Die Vorgabe der Führungsgröße und die Einstellwerte für den Regler wird meist durch Potentiometer realisiert. In seltenen Fällen werden auch pneumatische Regler verwendet.

### Digitaltechnik
Digitale Systeme weisen einen nichtstetigen Verlauf mit diskreten Werten für Messwerte und Stellgrößen, die mit einer vorgegebenen Abtastrate aktualisiert werden. Mit heute verfügbaren Technologien ist sowohl die Auflösung der Systemgrößen als auch die verfügbare Rechenleistung so hoch, dass die Leistung von analogen Systemen in fast allen Anwendungsfällen übertroffen wird und bei komplexeren System sogar kostengünstiger umgesetzt werden kann. Es bleibt jedoch das systemische Risiko von unentdeckten Softwarefehlern, die unzulässige oder katastrophale Auswirkungen haben können.
Speicherprogrammierbare Steuerungen (SPS) verarbeiten die binären Eingangssignale über das digitale Rechenwerk zu binären Ausgangssignalen. Das Rechenwerk wird über ein Programm gesteuert, das in Speichern abgelegt ist.
Speicherprogrammierbare Steuerungen sind modular aufgebaut und werden von vielen Herstellern angeboten. Sie können damit einfache Schaltwerke für kombinatorisches und sequenzielles Verhalten für aufeinander folgende Funktionsabläufe (Ablaufsteuerungen) realisieren. Der sequentielle Ablauf kann mit einer Rückmeldung als vollzogene Bestätigung eines Steuervorgangs verbunden sein und entspricht damit einer zeitweise geschlossenen Steuerung.:41–43 Es können auch digitale oder analoge Teilsysteme eingebunden sein. Analoge Messwerte werden dabei zeitdiskret abgetastet und mit Analog-Digital-Umsetzern in diskrete Digitalwerte umgesetzt. Digitale Ausgangssignale können mit Digital-Analog-Umsetzern oder Pulsweitenmodulation für analog arbeitende Stellglieder aufbereitet werden. Schrittmotoren werden direkt angesteuert.
Die Steuereinrichtungen beeinflussen die Regelstrecke oder einen technischen Prozess über Bedienelemente wie Signalgeber (Schalter, Taster, Tastaturfeld) mit Steuerfunktionen wie Schalt-, Zähl-, Zeit-Vergleicher und Speichervorgängen sowie zeitliche Ablauffunktionen. Soweit physikalische analoge Größen überwacht oder geregelt werden, sind die entsprechenden Sensoren erforderlich. Auch Noteingriffe für die automatische Abschaltung des Prozesse, teilweise mit geordnetem Herunterfahren, können erforderlich werden.
Innerhalb der Steuerstrecke oder deren Ausgängen findet der Prozessablauf statt. Stellglieder und Aktoren jeglicher Art (Motoren, Ventile, Pumpen, Förderbänder, Schaltschütze), Hydraulik- und Pneumatikelemente, Stromversorgung, Regler wirken auf den Prozess. Ausgangssignale beziehen sich auf die Überwachung des Prozesses und sind durch Signallampen, alphanumerische Anzeigen, Fehlermeldungstableaus, akustische Signalgeber, Protokollschreiber usw. realisiert.:35–50
Anwendungen digitaler Steuerungs- und Regelungstechnik sind beispielsweise Offset-Rotationsmaschinen für Druckerzeugnisse, die Automatisierung chemischer Produktionsanlagen und Kernkraftwerke.
Digitaltechnik und Vernetzung erhöhen die Risiken von katastrophalen Programmfehlern sowie unbeherrschbaren Situationen, wie z. B. im Fall der beiden Abstürze der Boeing 737 Max aufgrund der Schwächen des Maneuvering Characteristics Augmentation System (MCAS). Technische Prozesse können durch Cyberattacken angegriffen werden, wie mit dem Stuxnet-Computerwurm auf iranische Zentrifugen zur Urananreicherung.

### Sonstige Realisierungen
Sehr einfache mechanische Regler benötigen keine Hilfsenergie. Der Bimetallthermostat eines Bügeleisens schließt den elektrischen Kontakt der Heizung, solange die Solltemperatur nicht erreicht ist. Danach ergibt sich aufgrund der Verzögerung der Messung und der Schalthysterese des Kontakts ein quasi-periodisches Ein- und Ausschalten, bei dem die Temperatur der Bügelfläche mit wenigen Kelvin Abweichung um den Sollwert pendelt.
Pneumatische Regler benötigen Druckluft als Hilfsenergie. Sie werden vor allem in Anwendungen eingesetzt, die Explosionsschutz erfordern und die Gefahr von Funkenbildung unbedingt vermieden werden muss.

Beispiele von Steuer- und Regelgeräten (Zeitraum 1788–2016)
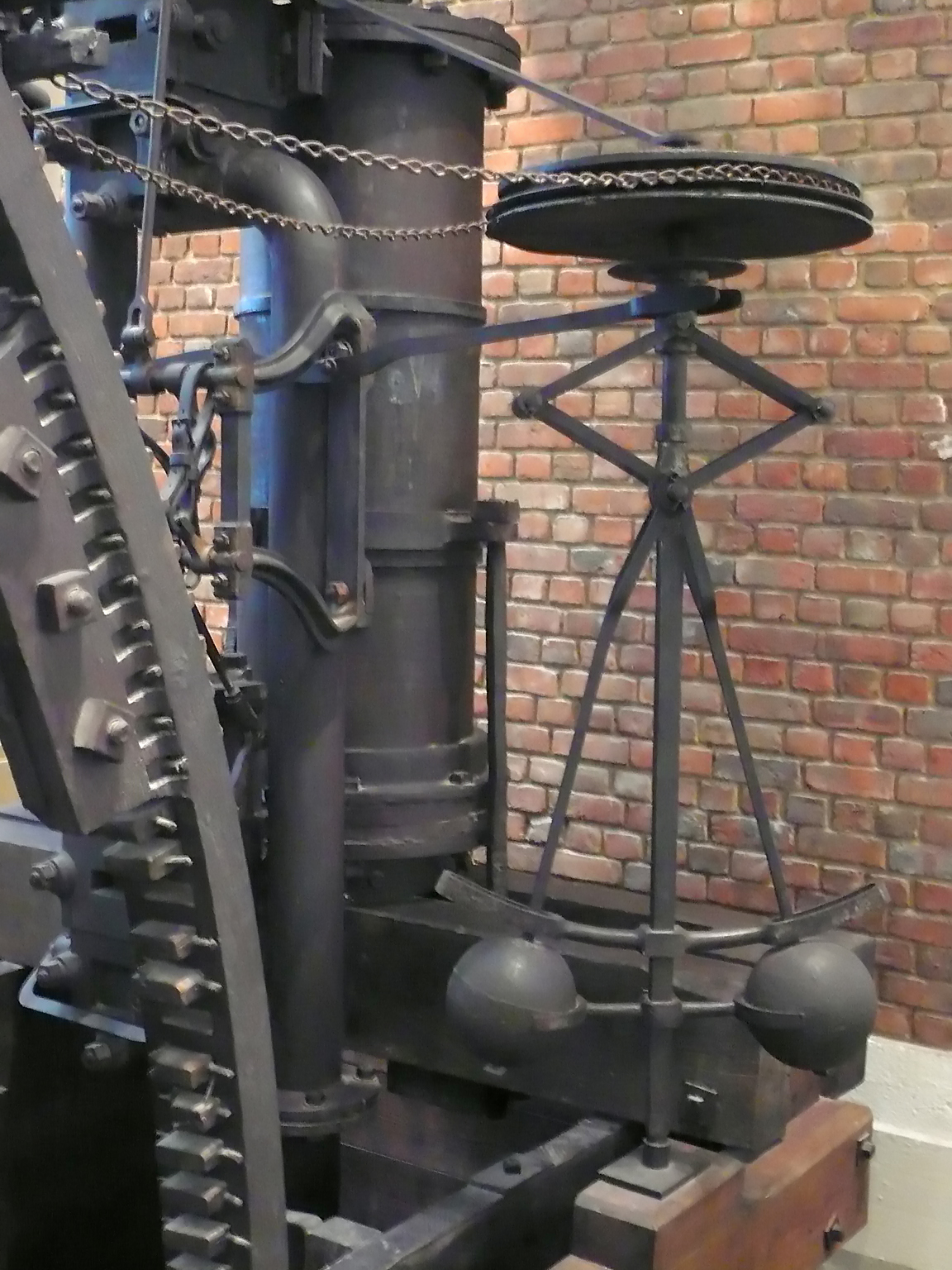
Fliehkraftregler einer Boulton & Watt Dampfmaschine (1788)
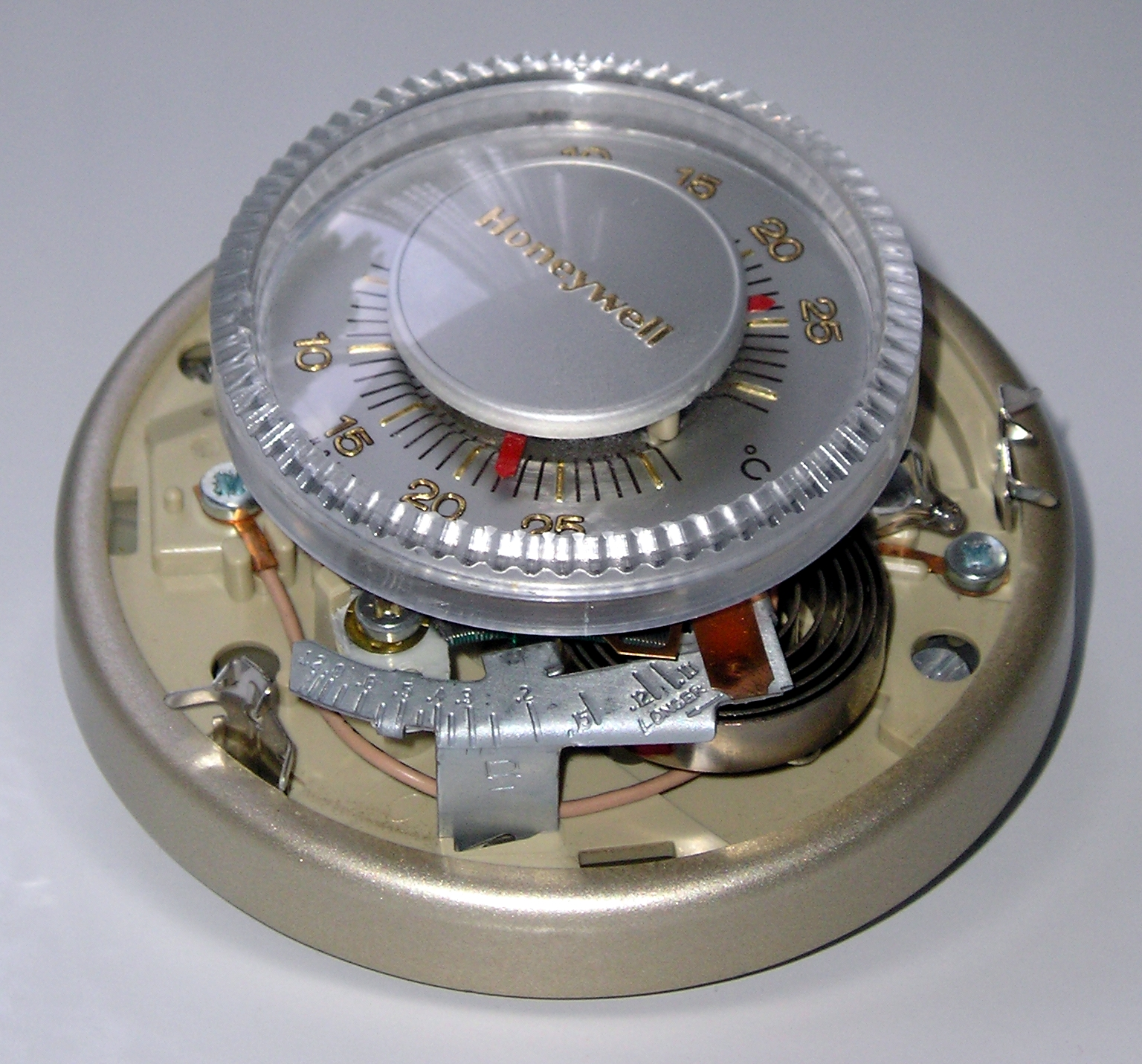
Thermostat T86 von Honeywell, Design von Henry Dreyfuss (1953)
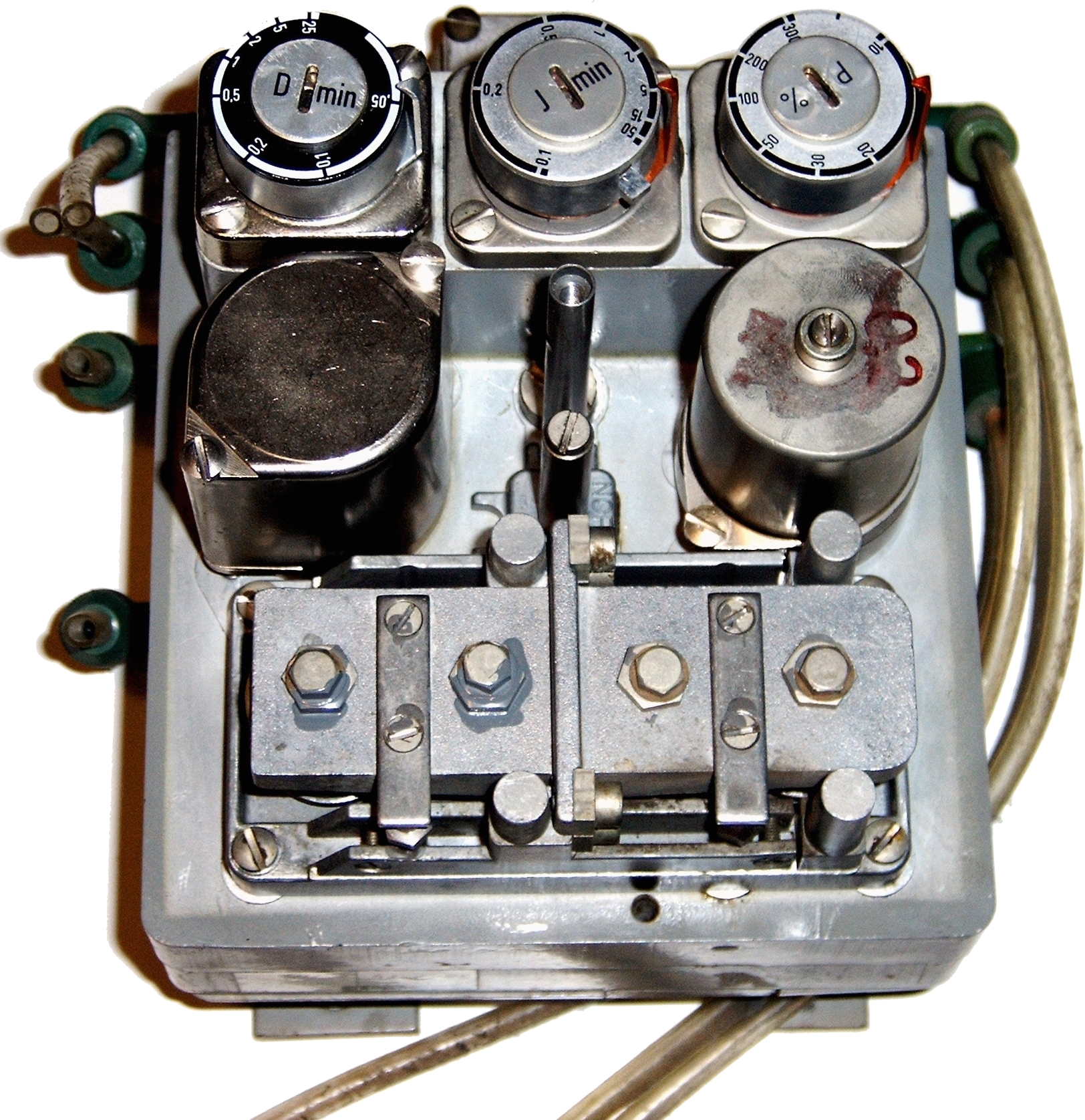
Pneumatischer PID-Regler Telepneu von Siemens & Halske (ca. 1960)
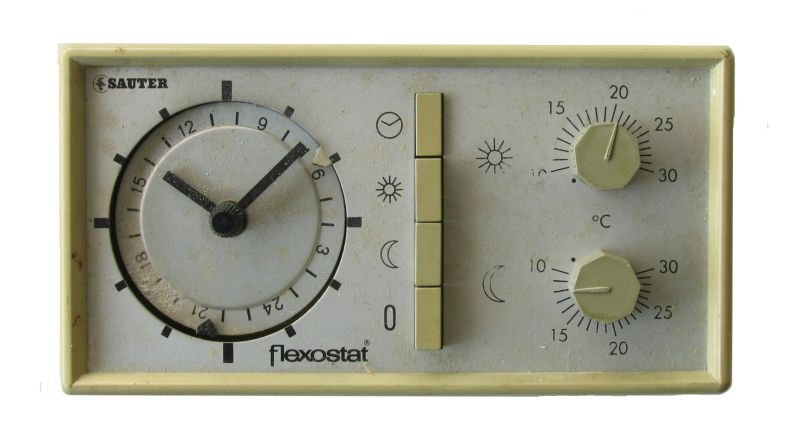
Zeitgesteuerter Raumtemperaturregler flexostat von Sauter (1967)
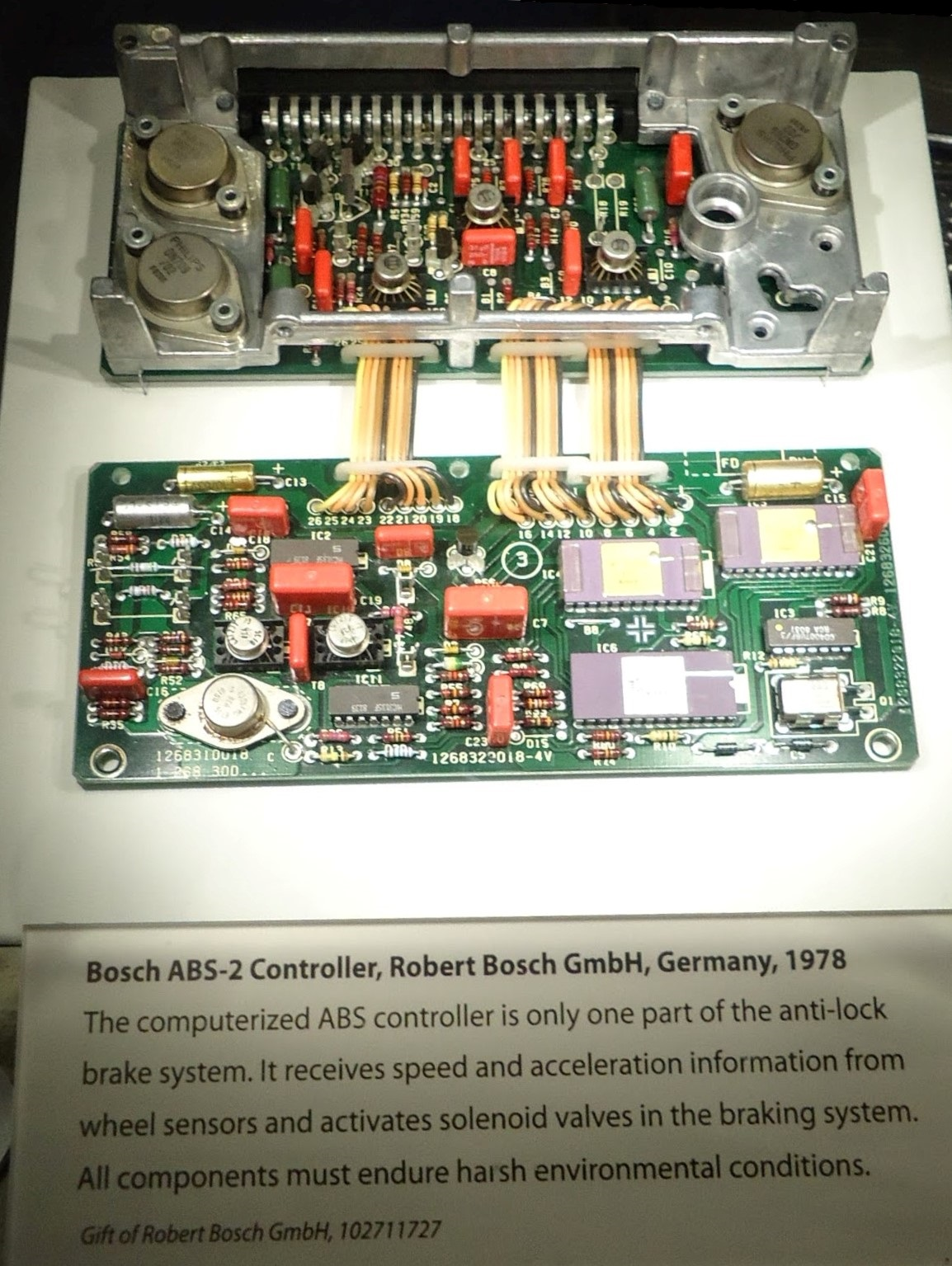
Hybrid aufgebautes Antiblockiersystem von Bosch (1978)
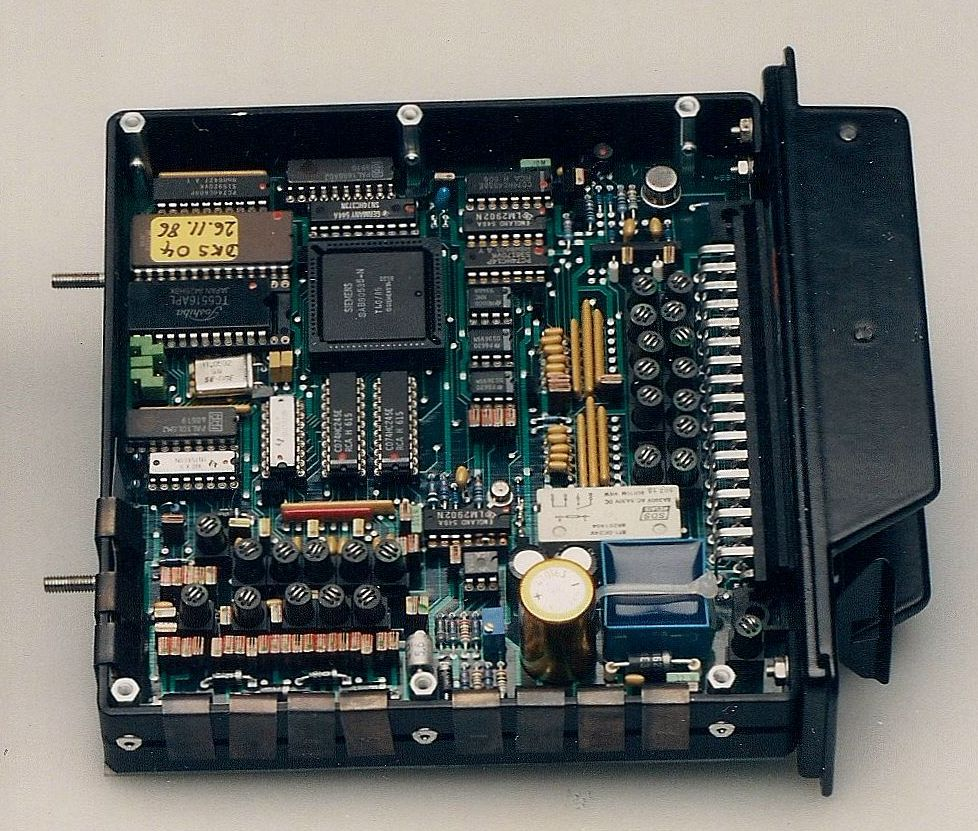
Digitales Steuergerät für die aktive Gelenksperre im Gelenkbus von MAN (1986)
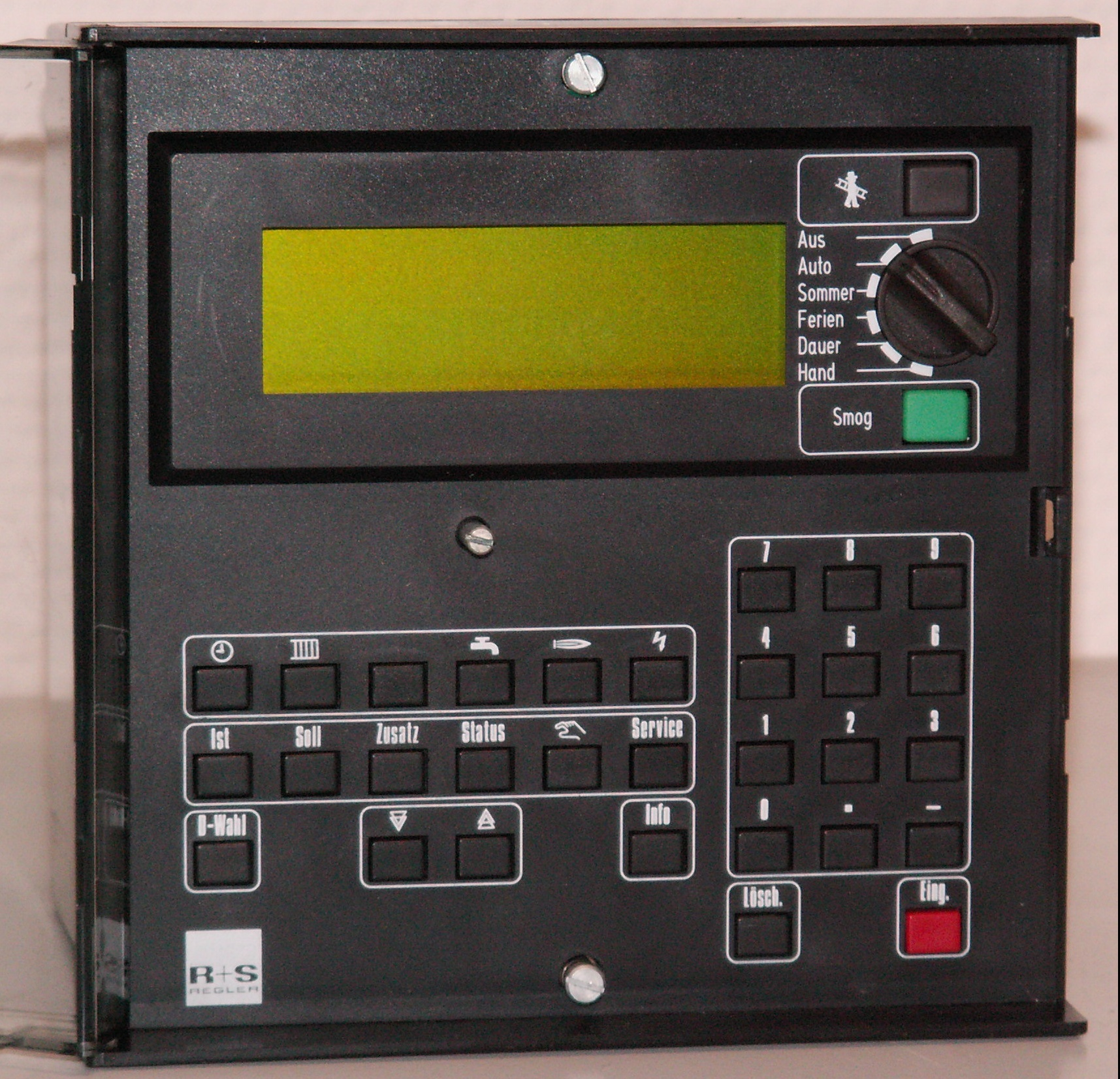
Kompaktregler RU 5X für Heizungsanlagen von R+S Regler (ca. 2005)
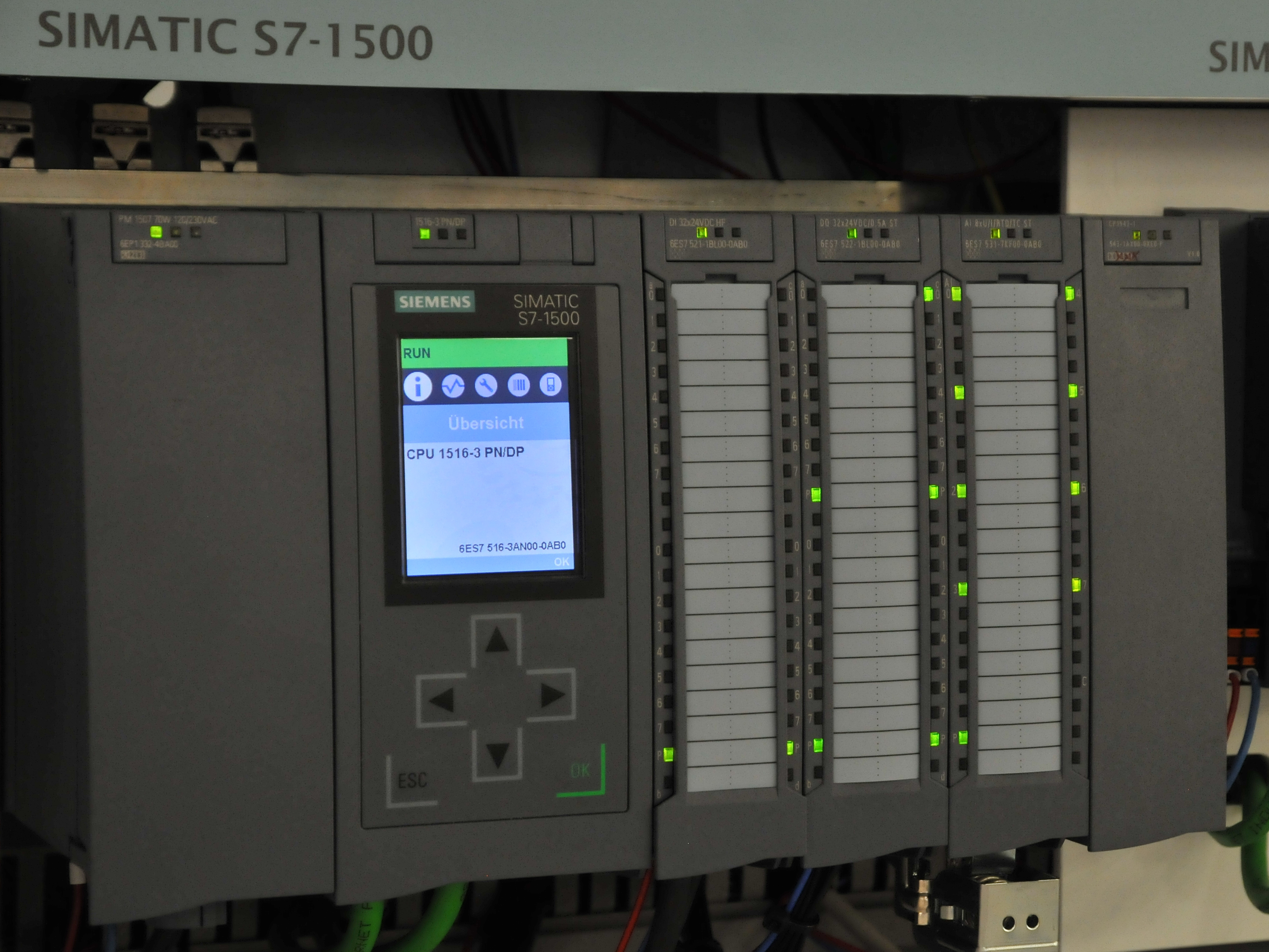
Modulare SPS Simatic S7-1500 von Siemens (2012)
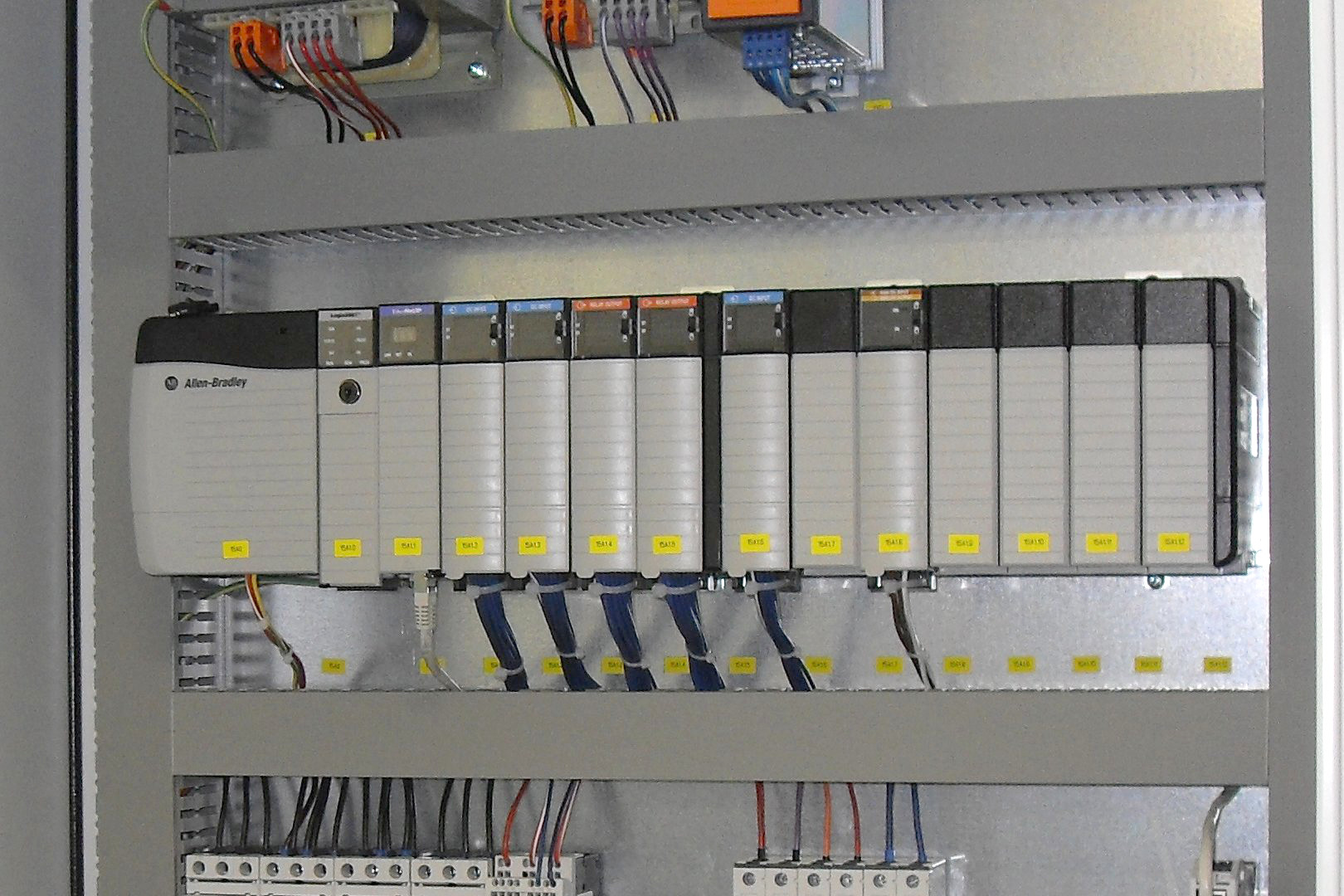
Modulare SPS ControlLogix von Allen-Bradley (2013)
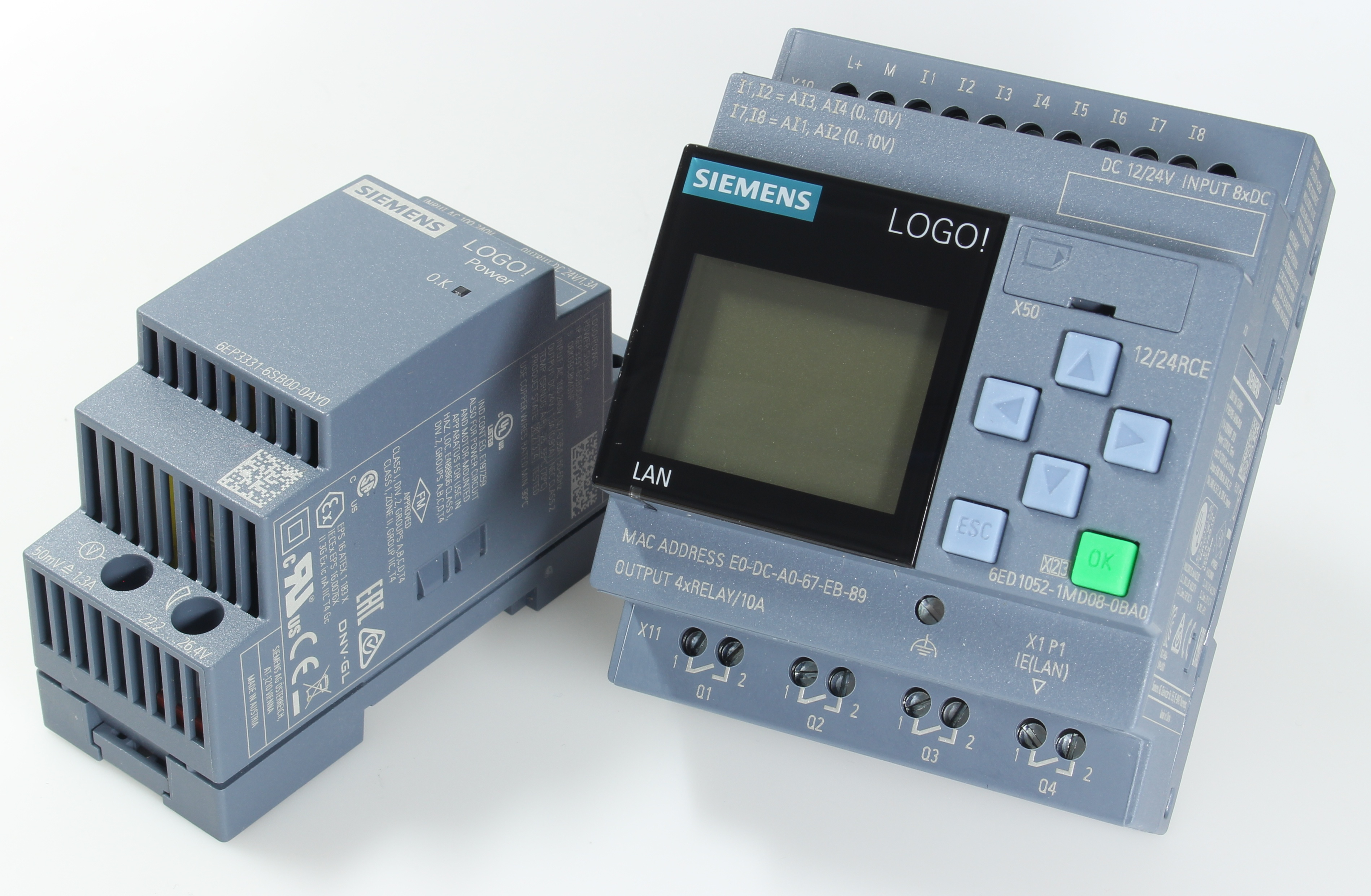
Kompakt-SPS für Kleinsteuerungen Logo! von Siemens (2016)

### Werkzeuge für Rapid Prototyping in Forschung und Entwicklung
In der Forschung und Entwicklung entsteht regelmäßig das Problem, neue Regelungskonzepte zu testen. Die wichtigsten Software-Werkzeuge für rechnergestützte Analyse, Entwurf und Rapid Control Prototyping sowie Simulation von Regelungen sind nachfolgend aufgeführt.
GNU Octave, Free Software FoundationEine freie Software zur numerischen Lösung mathematischer Probleme, wie zum Beispiel Matrizenrechnung, Lösen von (Differential-)Gleichungssystemen, Integration. Berechnungen können in Octave mit einer Skriptsprache durchgeführt werden, die weitgehend zu dem proprietären Matlab (aber nicht Simulink) kompatibel ist.
MATLAB und Simulink, The MathWorksDurch zahlreiche Toolboxes ein sehr umfangreiches Softwarepaket für numerische Mathematik, für Simulation, Systemidentifikation, Reglerentwurf und Rapid Control Prototyping geeignet (kommerziell)
Scilab, Institut National de Recherche en Informatique et en Automatique (INRIA)Ebenfalls sehr umfangreiches Softwarepaket für numerische Mathematik mit ähnlichem Konzept und ähnlicher Syntax wie MATLAB, für Simulation, Systemidentifikation und Rapid Control Prototyping geeignet (frei)
CAMeL-View TestRigEntwicklungsumgebung zur Modellbildung von physikalischen Systemen mit dem Schwerpunkt Reglerentwurf und Rapid Control Prototyping sowie zur Anbindung an Versuchsstände (kommerziell)
MapleComputeralgebrasystem (CAS), beherrscht numerische und symbolische Mathematik, besonders für manche Entwurfsverfahren der nichtlinearen Regelung geeignet (kommerziell)
Mathematica, Wolfram Research, Inc.Umfangreiches Softwarepaket für numerische und symbolische Mathematik (kommerziell)
dSPACEIntegrierte Hard- und Software-Lösungen für die Anbindung von MATLAB an Versuchsstände (kommerziell)
LabVIEW, National Instruments (NI)Integrierte Hard- und Software-Lösungen für die Rechnersteuerung von Versuchsständen (kommerziell)
ExpertControlSoftware-Lösungen für vollautomatische Systemidentifikation und vollautomatische, modellbasierte Reglerauslegung für klassische Reglerstrukturen (PID-Regler) sowie Reglerstrukturen für Systeme höherer Ordnung (kommerziell)
TPTSystematisches Testwerkzeug für Regelungssysteme, das neben der Simulation auch eine Ergebnisauswertung und Analysemöglichkeit bietet.
Alle aufgeführten Werkzeuge zeigen ein hohes Maß an Flexibilität bezüglich der Anwendung und der verwendbaren Reglerstrukturen.

## Technische Anwendungen

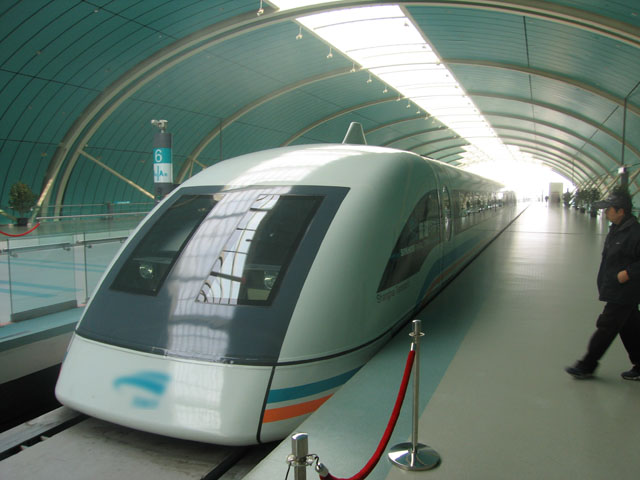
Transrapid

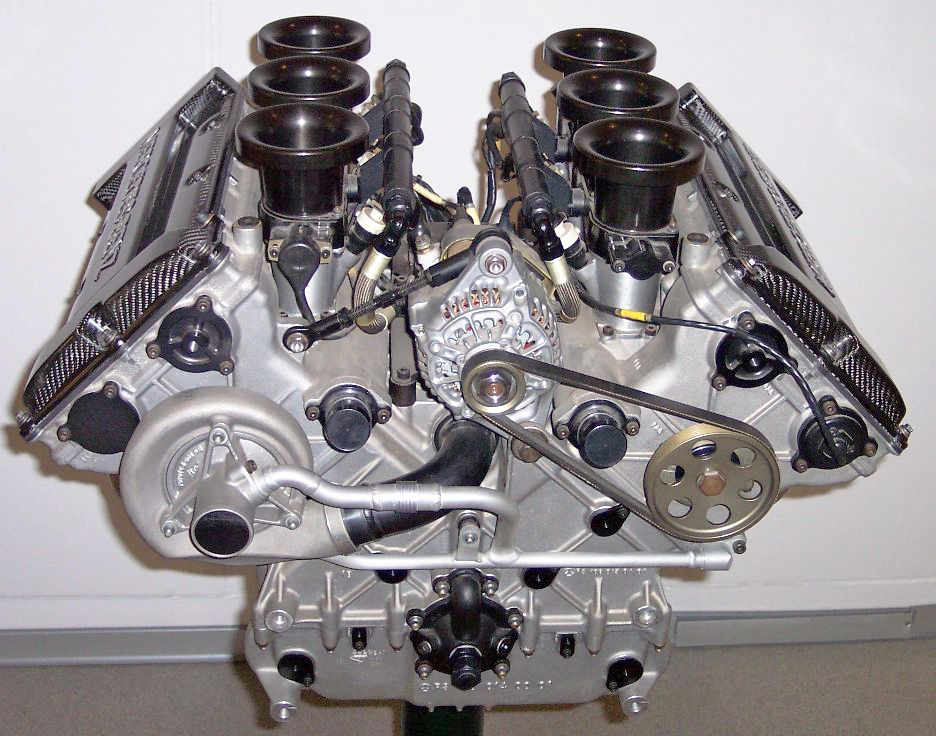
Verbrennungsmotor

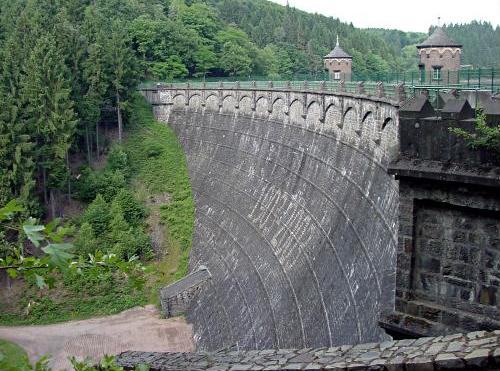
Talsperre

BahntechnikIn der Antriebsregelung treten vielfältige Regelungsprobleme auf, es sind beispielsweise Drehmoment und Geschwindigkeit zu regeln. An der U-Bahn Sendai wurde die Fuzzy-Regelung erfolgreich eingesetzt.
LuftfahrtRegelungsprobleme treten in zahlreichen Komponenten von Flugzeugen auf, etwa in den Turbinen, aber auch bezogen auf die Flugdynamik. Beispiele für flugdynamische Regelungsprobleme sind die Kontrolle der Roll-, Gier- und Nickwinkel, sowie der Autopilot. Siehe auch Flugsteuerung.
EnergietechnikStellungsregelung eines Stellventils mit Stellantrieb innerhalb einer Reglerkaskade. Im Verbundnetz der Stromversorgung sind Spannung und Frequenz netzweit zu halten. In jedem Kraftwerk werden Spannung und Frequenz lokal geregelt, so dass die Aufgabe mit dezentralen Reglern durch Variation der Regelleistung gelöst wird (siehe auch Kraftwerk). Global werden lediglich die Leistungssollwerte der einzelnen Kraftwerke vorgegeben.
KraftfahrzeugtechnikTempomat und Antiblockiersystem (ABS), aber auch elektronisches Stabilitätsprogramm (ESP) sind bekannte Regelungen im Fahrzeugbereich, die auch als Fahrerassistenzsysteme bezeichnet werden. Auch Verbrennungsmotoren beinhalten vielfältige Regelkreise, beispielsweise für die Leerlaufdrehzahl, das Luftverhältnis (siehe auch Lambdasonde), die Klopfregelung (siehe auch Klopfen (Verbrennungsmotor)). Moderne automatische Schaltgetriebe benötigen Regelkreise für die Synchronisation beim Schalten.
ElektroantriebBei Fahrzeugen mit elektrischem Antrieb werden Elektromotoren mit größeren Leistungen eingesetzt. Diese werden über eine Drehzahl- und Drehmomentregelung angesteuert, bei Hybridfahrzeugen auch in Verbindung mit dem Verbrennungsmotor.
PipelineIn Pipelines kommen vor allem vermaschte Regelungen vor, für Durchfluss, Druckregelung (Vordruck, Nachdruck) und Stellungsregelung einschließlich Grenzwertregelung.
RobotikIn der Fertigungsautomatisierung sind die Achsen der Fertigungsroboter zu positionieren. Hier spielen eine schnelle Beruhigungszeit und geringstes Überschwingen eine besonders große Rolle.
VerfahrenstechnikIn verfahrenstechnischen Prozessen werden chemische und physikalische Größen geregelt, die im betrachteten Prozess eine Rolle spielen. Beispiele sind die Regelung von Füllstand, Temperatur, pH-Wert und Sauerstoffgehalt eines Rührkessel-Reaktors oder das Konstanthalten von Stoff- bzw. Ionenkonzentrationen mit einem Chemostat.
WasserwirtschaftZur Vermeidung von Überschwemmungen und Sicherung der Wasserversorgung sind unterlagerte Regelungen von Ketten von Talsperren bedeutsam. Der Füllstand eines einzelnen Stausees wird von einem übergeordneten Management vorgegeben und lokal geregelt.

## Regelkreis-Entwurfsstrategien
Die Aufgabe des Reglers besteht darin, die Regelgröße der Führungsgröße möglichst gut anzunähern und den Einfluss von Störgrößen zu minimieren. Die Führungsgröße {\displaystyle w(t)} kann als fester Sollwert, als programmgesteuerte Sollwertvorgabe oder als kontinuierliches, zeitabhängiges Eingangssignal mit besonderen Folgeeigenschaften für die Regelgröße ausgelegt sein.
Eine der Regelstrecke nicht angepasste zu hohe Kreisverstärkung kann bei Regelstrecken mit mehreren Verzögerungsgliedern oder gar mit Totzeitverhalten zur oszillatorischen Instabilität führen. Bedingt durch die Zeitverzögerung in der Regelstrecke wird über den Soll-Istwert-Vergleich dem Regler die Regeldifferenz verspätet zugeführt. Diese nacheilende Verschiebung der Regelgröße kann am Soll-Istwert-Vergleich anstelle einer Gegenkopplung eine Mitkopplung bewirken, und der geschlossene Regelkreis wird hierdurch instabil und baut Dauerschwingungen auf.

### Kenngrößen der Übergangsfunktion des Regelkreises

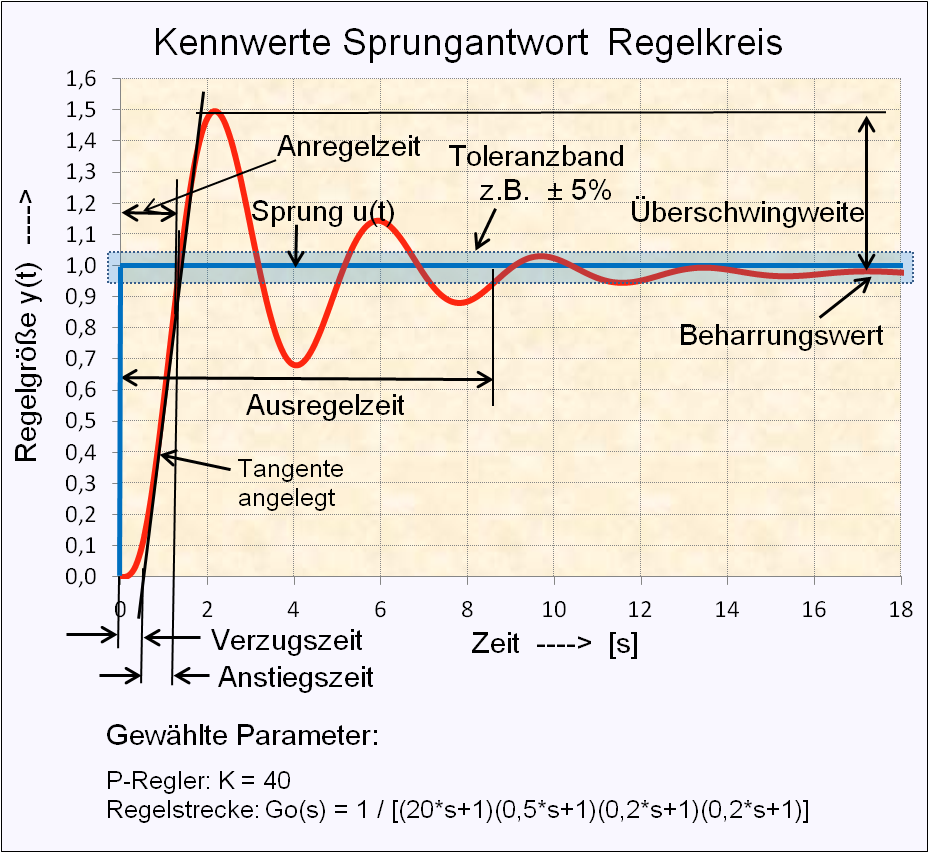
Kenngrößen der Übergangsfunktion eines gedämpft schwingenden Systems höherer Ordnung

### Komponenten des Regelkreises

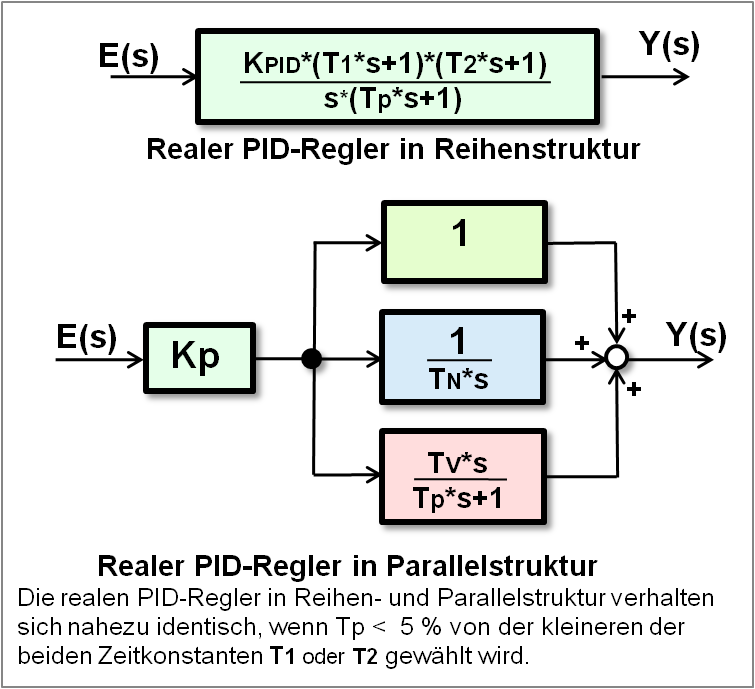
Blockdiagramm eines PID-Reglers in der Reihen- und Parallelstruktur

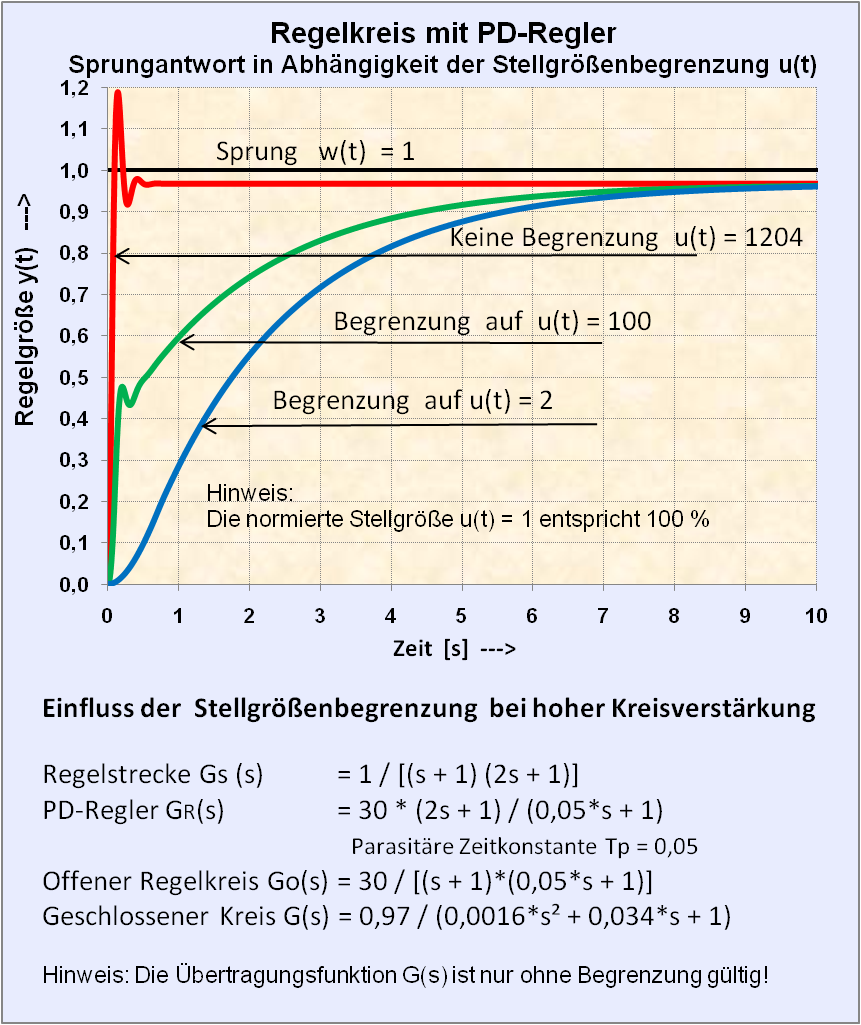
Sprungantwort eines Regelkreises mit verschiedenen Begrenzungen des Stellgliedes bei hoher Kreisverstärkung K

### Regelkreis-Entwurfsstrategien für lineare Systeme

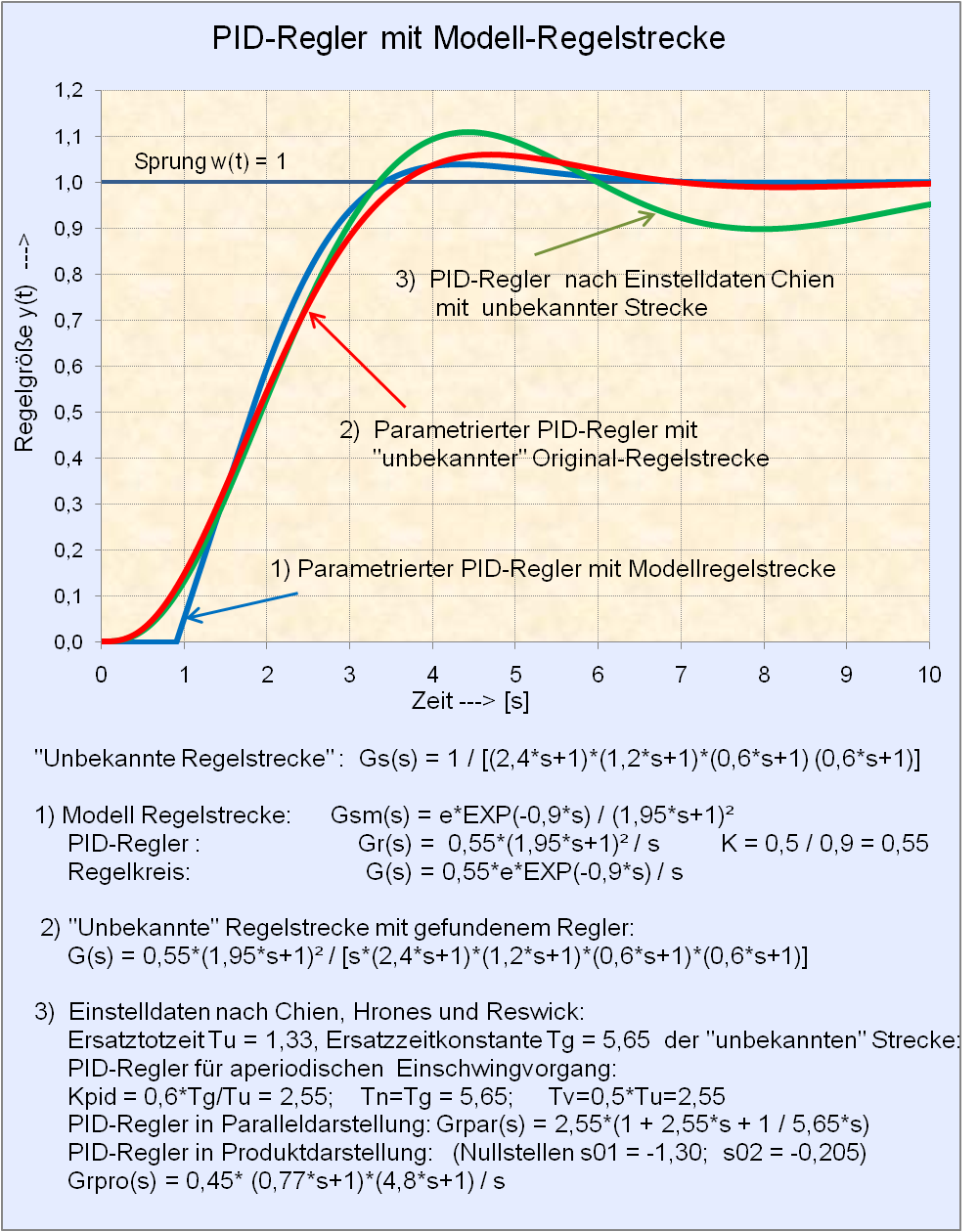
Sprungantworten eines Regelkreises mit:
1) Parametrierter PID-Regler an Modellregelstrecke.
2) Gleicher PID-Regler an Original-Regelstrecke.
3) Mittels heuristischer Methoden parametrierter PID-Regler an Original-Regelstrecke

Sprungantworten einer gegebenen Regelstrecke mit PID-Regler bei variierenden Parametern, zunächst P-, dann PI- und zuletzt PID-Verhalten

Die Entwurfsstrategien für Regelkreise beziehen sich bei linearen Systemen auf die Optimierung des statischen Verhaltens und des Zeitverhaltens des jeweiligen geschlossenen Regelkreises. Je geringer beispielsweise die Zeitverzögerungen der Regelstrecke sind, umso höher kann die sog. Kreisverstärkung und damit die Verstärkung des Reglers gewählt werden, was die statische Genauigkeit der Regelung verbessert.
Eine hohe Kreisverstärkung macht den Regelkreis auch dynamisch schnell, sie kann aber praktisch nur begrenzt realisiert werden, weil die Stellgröße wegen technischer Anschläge oder aus Energiemangel nicht unbegrenzt wachsen kann. Eine geringere Regler-Verstärkung in Verbindung mit einer zeitlich integral wirkenden Komponente des Reglers macht den Regelkreis für alle statischen Einflüsse zwar genauer und stabiler, aber eben auch langsamer. Hierzu muss mittels einer geeigneten Entwurfsstrategie eine optimierte Kompromisslösung gefunden werden. Zur Beurteilung wurde dazu der Begriff Regelgüte definiert, der es erlaubt, das unvermeidliche periodisch gedämpfte Einschwingverhalten der Regelgröße in Regelkreisen mit Regelstrecken höherer Ordnung abzuschätzen.

### Regelkreis-Entwurfsstrategien für lineare zeitinvariante Systeme

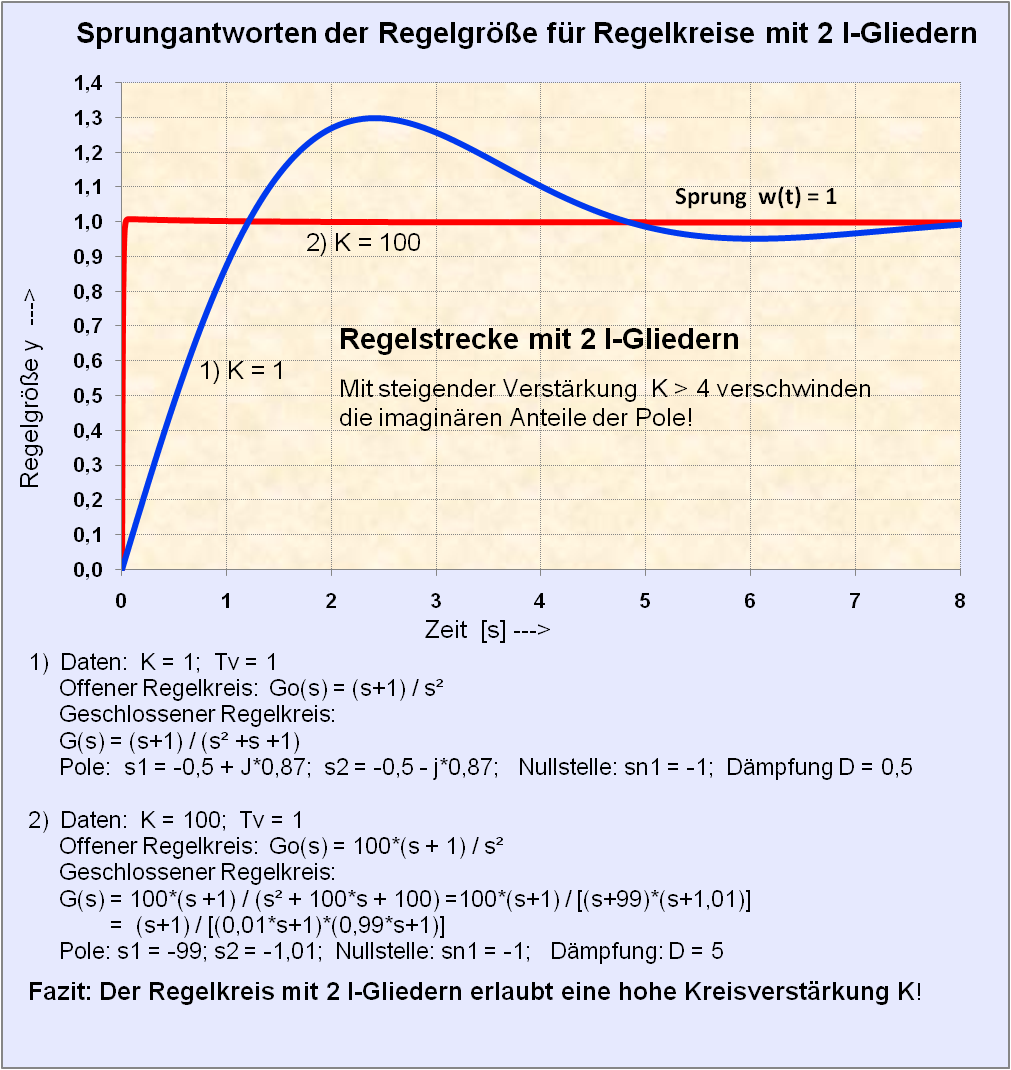
Sprungantwort eines Regelkreises mit instabiler Regelstrecke mit 2 I-Gliedern. Die Sprungantwort wird mit steigender P-Verstärkung schneller und schwingungsfreier.

### Übersicht Regelung mit nichtlinearen Reglern

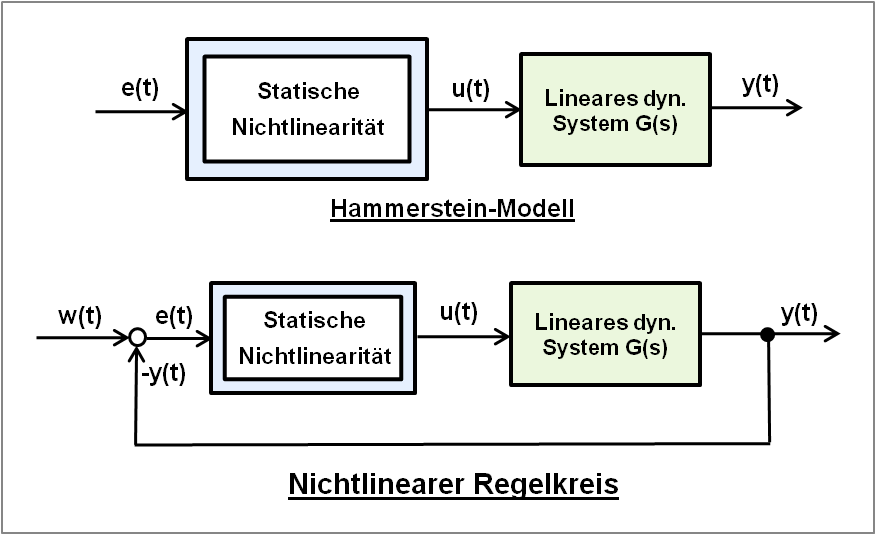
Hammersteinmodell und Darstellung des nichtlinearen Regelkreises mit einem nichtlinearen Regler

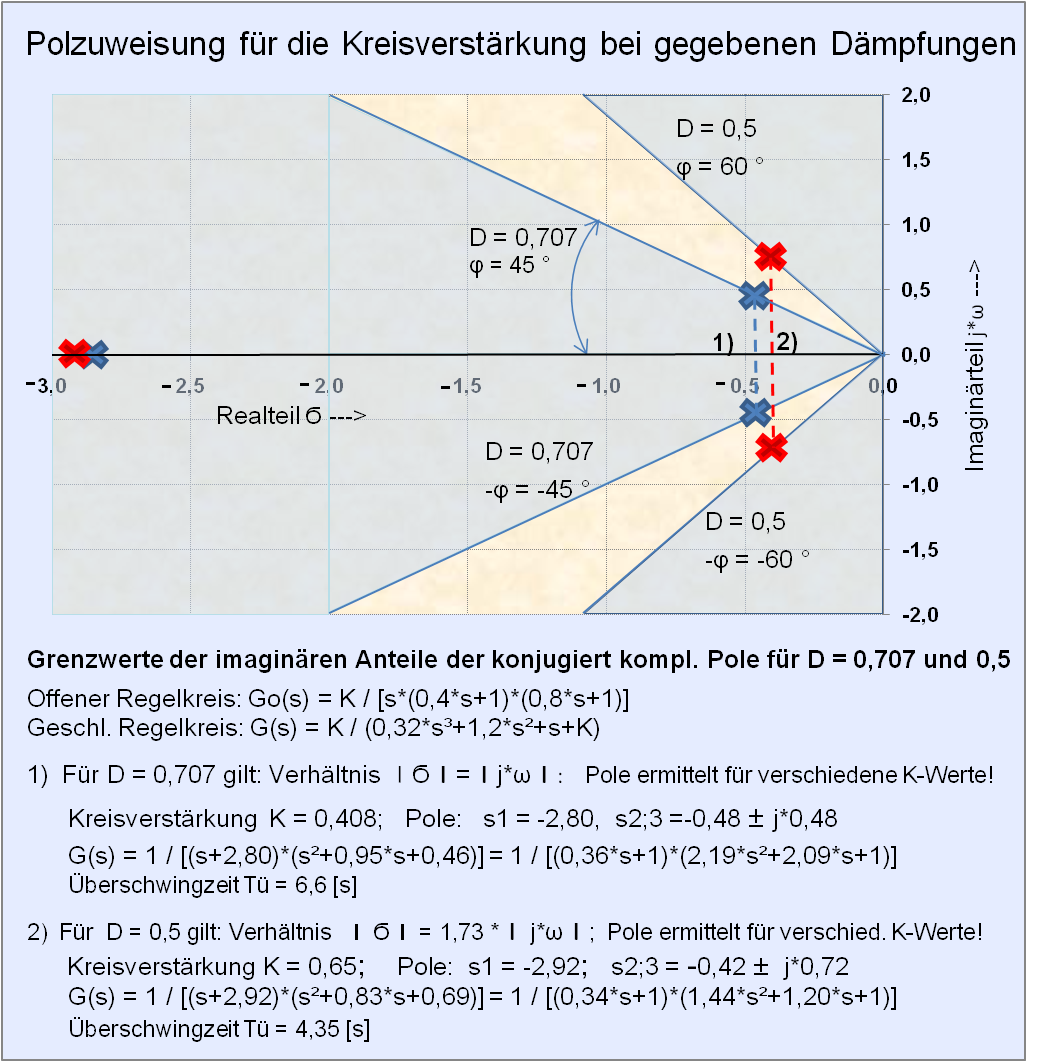
Darstellung der zulässigen Lage der konjugiert komplexen Pole eines geschlossenen Regelkreises für gegebene Dämpfungsgrade

### Digitale Regelung (Übersichtsdarstellung)

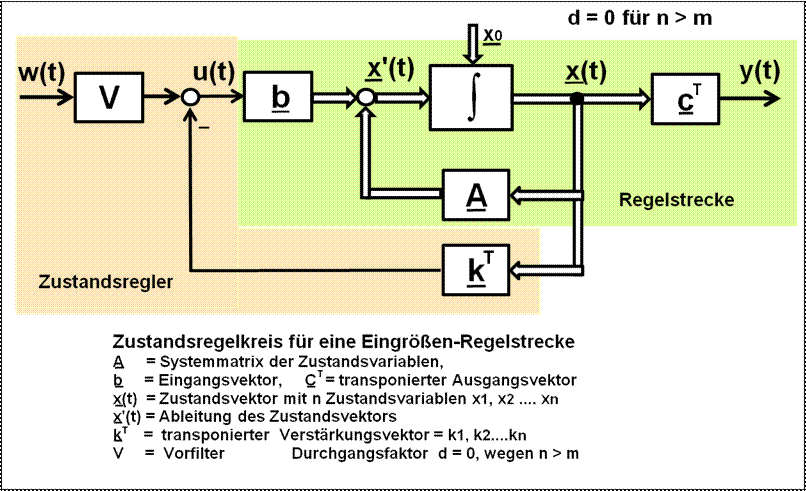
Blockschaltbild des Zustandsraummodells eines Zustandsregelkreises

### Fuzzy-Regler

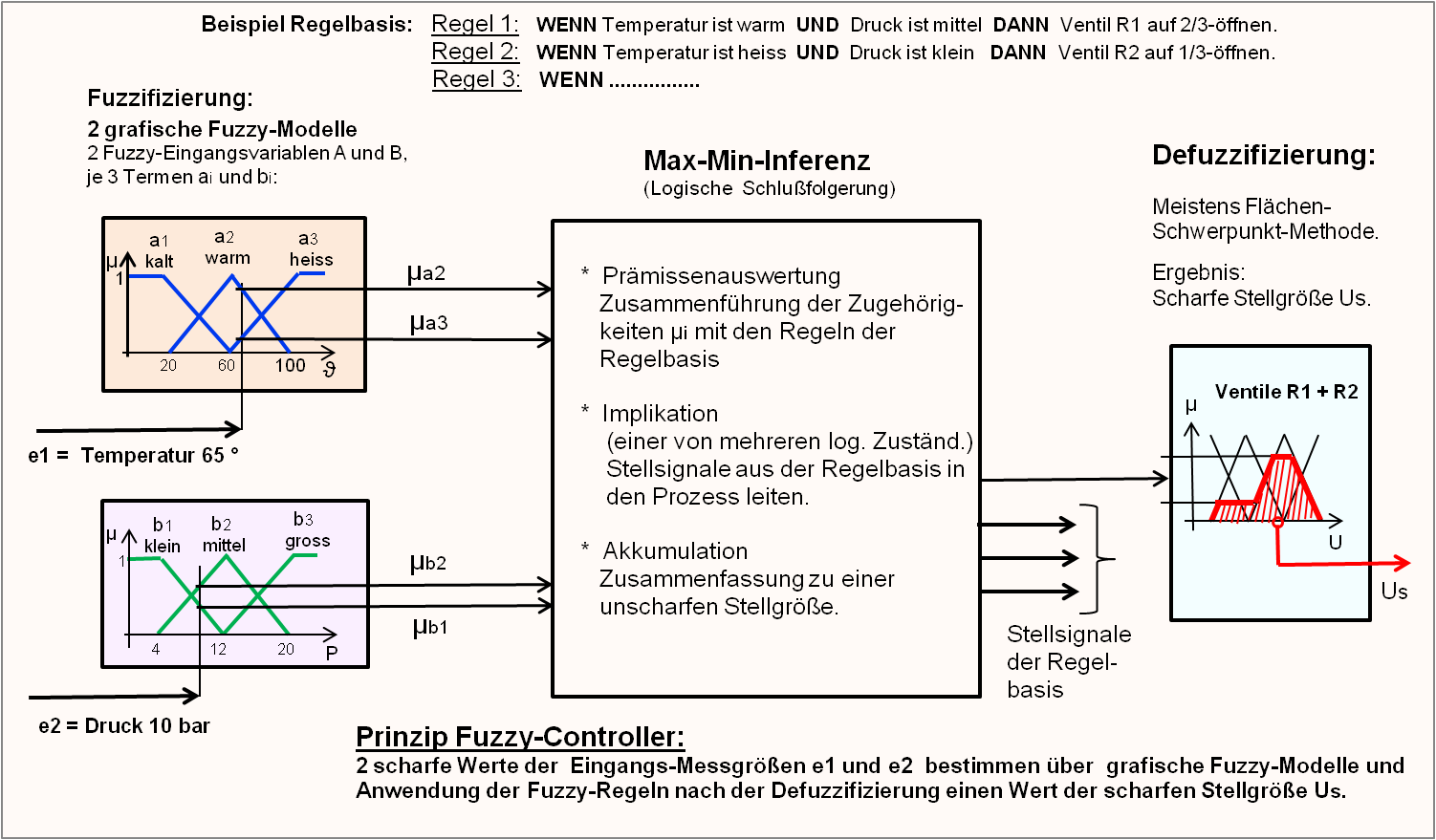
Übersichtsdarstellung der fuzzifizierten Eingangsgrößen und der Ausgangsgrößen des Fuzzy-Controllers.

### Unstetige Regler

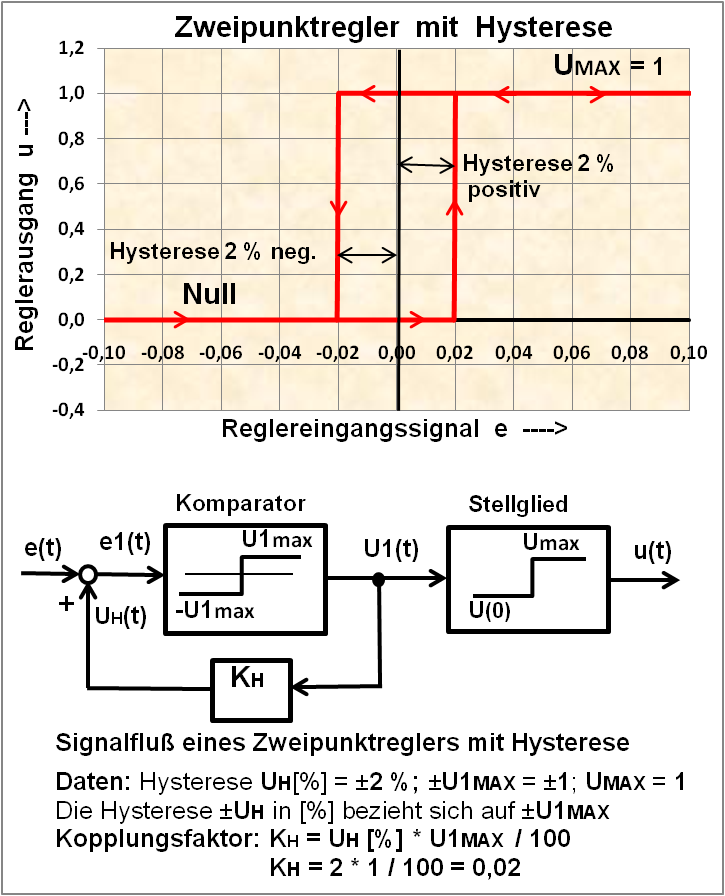
Zweipunktregler mit Hysterese

### Regelkreis-Entwurfsstrategie bei gemischten linearen und nichtlinearen Systemen
Die Entwurfsstrategie bei gemischten linearen und nichtlinearen Systemen ist komplizierter und bezieht sich auf Modelle wie z. B. das Hammerstein-Modell, bei dem eine statische Nichtlinearität in Verbindung mit einem dynamischen linearen System zusammenwirkt. Das Verhalten unstetiger nichtlinearer statischer Regler in Verbindung mit linearen Regelstrecken kann mit dem Verfahren der harmonischen Balance behandelt werden.
Regler in Regelkreisen mit nichtlinearen und linearen Komponenten lassen sich sinnvoll mit der numerischen Mathematik behandeln, insbesondere mit modernen Simulationswerkzeugen, wie diese auch für Personal Computer (PC) zur Verfügung stehen.
Zur Bestimmung des Systemverhaltens der Regelstrecke und des Reglers sind verschiedene theoretische und experimentelle Analysemethoden und mathematische Entwurfsverfahren üblich. Die Grundlagen zur mathematischen Behandlung und die speziellen Verfahren für die Regelungstechnik folgen in den nachstehenden Kapiteln.

### Zweigrößenregelung als Beispiel für Mehrgrößensysteme

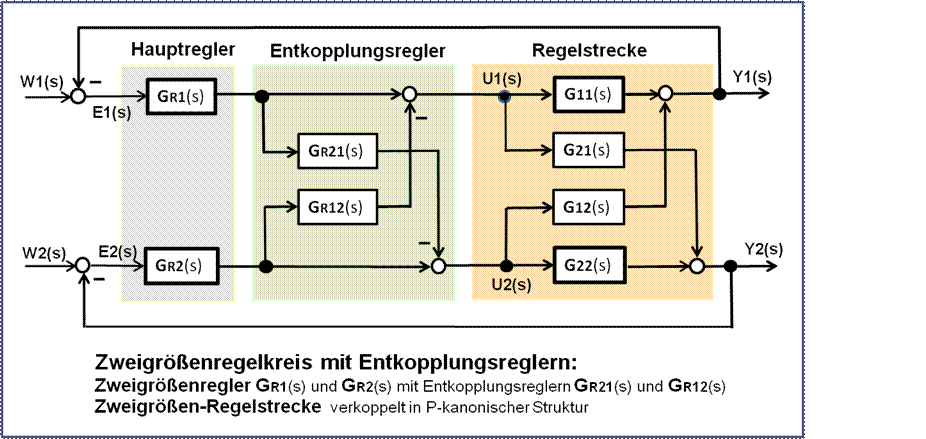
Blockdiagramm eines Zweigrößenregelkreises mit Entkopplungsreglern

Prinzipiell ist die Regelung einer Regelstrecke als Mehrgrößensystem ähnlich dem Eingrößensystem. Sie erfordert die Analyse der Kopplungselemente und damit einen höheren mathematischen Aufwand für die Regelkreisauslegung. Für eine Mehrgrößen-Regelung ist kennzeichnend, dass eine einzige Stellgröße als Eingangsgröße der Regelstrecke stets mehrere Ausgangsgrößen (Regelgrößen) beeinflusst (hier über die Faktoren G21 und G12). Wenn eine Klimaanlage sowohl die Temperatur als auch die relative Feuchte auf Sollwerte regeln soll, dann führt ein Stelleingriff {\displaystyle u1} in die Heizung zur Temperaturerhöhung {\displaystyle y1} und – physikalisch bedingt – gleichzeitig zum Absinken der relativen Feuchte {\displaystyle y2}. Ein Stelleingriff {\displaystyle u2} in die Befeuchtungseinrichtung zur Feuchteerhöhung {\displaystyle y2} senkt zugleich die Temperatur {\displaystyle y1} im klimatisierten Raum. Über den Entkopplungsregler wird der Regeleingriff so optimiert, dass bei einer Temperaturerhöhung gleichzeitig mehr Feuchte zugeführt wird (Faktor GR21).

## Beispiel der Heizungsregelung eines Gebäudes
Als einfaches, anschauliches Beispiel für einen Standard-Regelkreis soll hier die Regelung der Raumtemperatur auf Grundlage einer Warmwasser-Zentralheizung und deren Gerätekomponenten dienen.
Gasheizkessel, Ölheizkessel und Feststoffheizkessel gewinnen die Wärmeenergie aus der Verbrennung meist fossiler Brennstoffe und transportieren die Wärmeenergie über den Wärmeträger Wasser. Ein über eine Brennkammer erhitzter Heizkessel ist mit Hilfe einer Heizungspumpe an einen Warmwasserkreislauf mit Heizkörpern und/oder Fußbodenheizung angeschlossen.
Die Wärmezufuhr des Heizkörpers erwärmt die umgebende Raumluft durch Konvektion und Strahlung. Die Wärmeenergie mit dem Temperaturgefälle zwischen Heizkörper und Raumtemperatur fließt je nach Größe der Außentemperatur über die Fenster, Türen, Raumwände und Außendämmung an die Außenwitterung ab.

### Dezentrale Raumtemperaturregelung
Die an das Gebäude abgegebene Wärmemenge ist durch die Differenz der Vorlauf- und Rücklauftemperatur am Heizkessel und durch die Durchflussmenge des Wassers gegeben. Alle Heizkörper der Räume eines Gebäudes erhalten die gleiche meist nach der Außentemperatur gesteuerte Vorlauftemperatur. Die Heizkörper sämtlicher Räume sind mit Thermostatventilen ausgestattet.
Die Größe der Heizkörper ist an die jeweilige Raumgröße angepasst. Die für eine bestehende Außentemperatur erforderliche Vorlauftemperatur wird über einen Außentemperatur-Fühler erfasst und gesteuert. Wählbare Heizungskennlinien aus einem Kennlinienfeld berücksichtigen die unterschiedlichen Wärmeanforderungen von Gebäuden und damit die Beziehung Außentemperatur zur Vorlauftemperatur. Ziel ist das selbsttätige Halten der Raumtemperatur als Regelgröße auf einem gewünschten Sollwert mit Hilfe eines Thermostatventils.
Bei dem am Heizkörper befindliches Thermostatventil wird die gewünschte Solltemperatur des Raumes durch Drehen der Thermostat-Kappe innerhalb des Bereiches einer Skala eingestellt. Der Sensor des Thermostatventils misst die aktuelle Zimmertemperatur {\displaystyle \theta } (Theta) und verändert über die Ventilstellung (Aktor) die Durchflussmenge des Warmwassers durch den Heizkörper und damit die in den Raum zugeführte Wärmemenge. Das Thermostatventil hat ein proportionales Regelverhalten (P-Regler), das auf Störgrößen etwas träge reagiert bei zunehmender Abweichung zwischen Soll- und Istwert bei niedrigen Außentemperaturen.
Gleichermaßen für die dezentrale Raumtemperaturregelung wie auch die zentrale Gebäudetemperaturregelung mit einem Referenzwohnraum gilt für moderne Heizungsanlagen die Verwendung eines modulierbaren Brenners mit stetigem Verhalten der Wärmeenergie-Erzeugung. Dieser Brenner kann beispielsweise im Bereich von ca. 10 bis 100 % je nach Anforderung seine Wärmeenergie stetig verändern. Den Bereich des stetigen Verhaltens des Brenners bezeichnet man heizungstechnisch als Modulationsgrad.
Brennwertkessel mit Gas sind in der Lage, die in den Abgasen enthaltene Wärme fast vollständig zu entziehen und zu nutzen.
Gegenüber einer Heizungsanlage mit intermittierendem Ein/Aus-Betrieb sind folgende Vorteile bei einem modulierbaren Brenner verbunden:
- Geringe thermodynamische Materialbeanspruchung im Brennerraum,
- Reduzierung der Brennergeräusche und Vermeidung von Ausdehnungs-Knackgeräuschen in den Rohrleitungen und
- Einsparung von Brennmaterial.

Unterhalb des nicht stetigen Bereiches des Brenners arbeitet dieser intermittierend mit erheblich reduzierter Wärmeanforderung.

### Hauptregler für den Referenzwohnraum
Neben der dezentralen Temperatur-Regelung der Wohnräume mit Thermostatventilen ist bei modernen Heizungsanlagen ein Referenzwohnraum (auch Pilotraum, Führungsraum, größter Wohnraum) eingerichtet, bei dem ein zentraler hochwertiger Hauptregler über einen Raumtemperatur-Sollwertgeber und einen Referenzraum-Temperaturfühler die Vorlauftemperatur für den gesamten Warmwasserkreislauf des Gebäudes zentral vorgibt und die Referenzraum-Temperatur regelt.
Die Temperaturunterschiede zwischen den Heizkörpern und der kühleren Raumluft erzeugen Luftbewegungen (Konvektion) und zum geringeren Anteil Strahlungsenergie, die auf den Messfühler einwirken. Der Regler erhöht je nach Bedarf durch Einschalten des Brenners die Vorlauftemperatur oder senkt sie gegebenenfalls durch Ausschalten des Brenners.
Für die Güte einer Regelung der Raumtemperatur sind auch die konstruktiven Raumbedingungen und Geräteanordnungen wie Heizkörper und Abstand des Messortes der Raumtemperatur maßgebend. Man kann nicht in einem langgestreckten Raum erwarten, dass durch einen Heizkörper mit dem im Abstand von 10 cm befindlichen Thermostat sich eine gleichmäßige Raumtemperatur über den ganzen Raum einstellt. Andererseits bedeutet ein großer Abstand zwischen Heizkörper und Messort der Raumtemperatur, dass sich eine größere Signallaufzeit (Totzeitverhalten) bildet.
Üblich ist die Montage des Messfühlers im Referenzwohnraum an der gegenüberliegenden Wand der Heizkörperebene. Der Messfühler misst die Lufttemperatur, nicht die Innenwand-Temperatur. Die Heizkörper des Referenzwohnraumes erhalten keine Thermostatventile.

### Bezeichnungen für Komponenten und Signale des Regelkreises
Anmerkung: 
In der deutschen Fachliteratur sind die regelungstechnischen Signalbezeichnungen nicht immer den gültigen DIN-Normen entnommen, sondern stammen teilweise vermutlich aus den Darstellungen von Signalflussplänen dynamischer Systeme des Zustandsraumes. Diese aus den USA von dem Mathematiker und Stanford-Universitätslehrer Rudolf Kálmán stammende Theorie und die damit verbundenen Signalbezeichnungen sind seit den 1960er Jahren unverändert.
Einige Fachbücher der Regelungstechnik zeigen für die Darstellung von Signaleingängen und Signalausgängen von Übertragungssystemen auch die Bezeichnungen XA (Ausgangsgröße) und XE (Eingangsgröße).
| Bezeichnung      | Zeichen wie bei Zustandsraum-Systemen | Zeichen nach DIN IEC 60050-351 | Bedeutung allgemein und im Beispiel (Raumtemperatur-Regelung mit Thermostatventil)                                                                       |
| ---------------- | ------------------------------------- | ------------------------------ | --- |

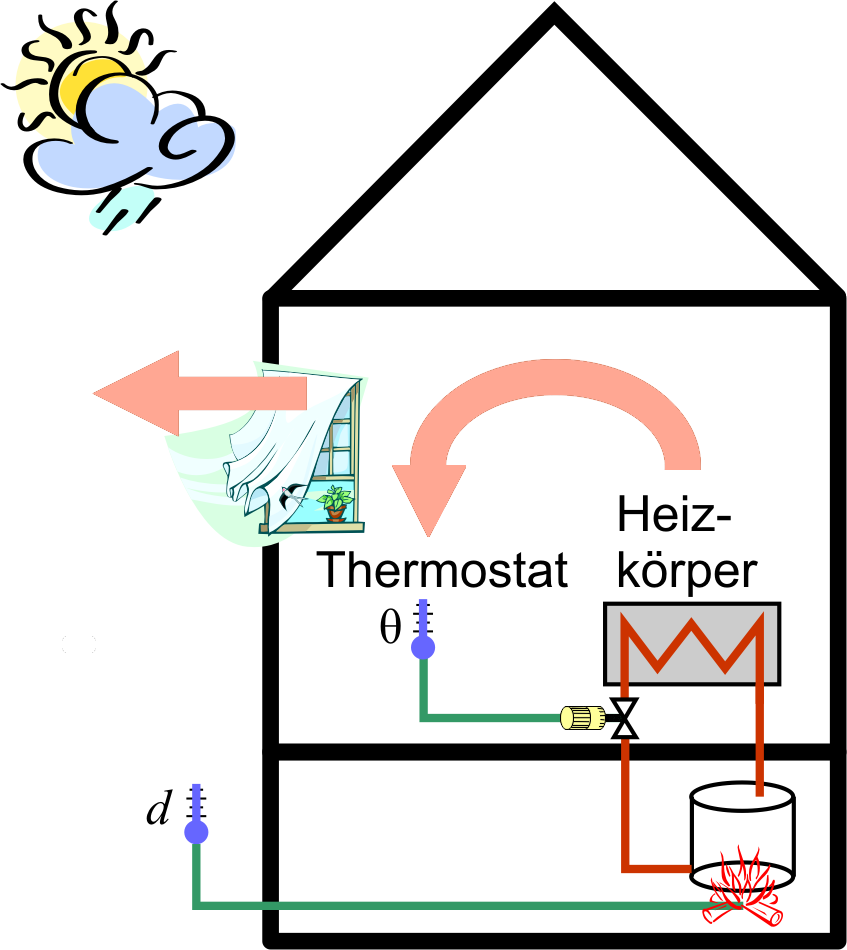
Vereinfachte Darstellung der Heizenergieerzeugung, der Thermostatregelung der Raumtemperatur mittels eines Heizkörpers und Angriff von Störgrößen

| Regelstrecke     | GS(s)                                 |                                | - Prozess, dessen Ausgangsgröße geregelt wird, - Heizkessel mit Warmwasserkreislauf zum Heizkörper, Raumlufterwärmung mittels Heizkörper.                |
| Störgröße        | d                                     | z                              | - Fremdeinflüsse greifen die Regelstrecke an, - z. B. Außentemperatur, Fensterstellung (geschlossen bis offen), Sonneneinstrahlung, Wind, Niederschläge. |
| Regelgröße       | y                                     | x                              | - geregelte Prozess-Ausgangsgröße, - Raumtemperatur. |
| Istwert          |                                       |                                | - der aktuelle Wert der Regelgröße, - z. B. 21 °C. |
| Messglied        |                                       |                                | - Ausführungen: Thermoelement, Wärmewiderstand, Druckmessdose, Kraftmessdose, - Thermostat: Dehnstoffelement im Thermostatventil.                        |
| Messgröße        | yM                                    | yM                             | - Signal der Messeinrichtung: beispielsweise eine elektrische Spannung - Thermostat: Ausdehnung des Dehnstoffelementes.                                  |
| Führungsgröße    | w                                     | w                              | - Dynamisches Signal als Eingangsgröße des Regelkreises, - Thermostat: Einstellwert auf der Skala.                                                       |
| Sollwert         |                                       |                                | - der aktuelle Wert der Führungsgröße, - z. B. 20 °C. |
| Regelabweichung  | e = w − y                             | e = w − x                      | - Eingangsgröße des Reglers. |
| Regler           | GR(s)                                 |                                | - Regelkreiskomponente, welche das Regelungsgesetz umsetzt. - Thermostat: Dehnstoffelement.                                                              |
| Stellglied       |                                       |                                | - Regelkreiskomponente, die dem Regler ermöglicht, auf die Regelstrecke einzuwirken. - Thermostat: Ventil im Thermostatventil.                           |
| Reglerstellgröße | uR                                    | yR                             | - Ausgangsgröße des Reglers |
| Stellgröße       | u                                     | y                              | - Ausgangsgröße des Stellglieds - Thermostat: Stellung des Ventils (geschlossen bis offen)                                                               |

### Definition Wärmeenergie
Umgangssprachlich wird die thermische Energie etwas ungenau als „Wärme“ oder „Wärmeenergie“ bezeichnet. Die thermische Energie {\displaystyle E_{\mathrm {th} }} eines Stoffes ist definiert als
{\displaystyle E_{\mathrm {th} }=c\cdot m\cdot T}
wobei {\displaystyle c} die spezifische Wärmekapazität, {\displaystyle m} die Masse und {\displaystyle T} die absolute Temperatur ist. Diese Definition setzt voraus, dass der Stoff sich innerhalb seines Aggregatzustandes befindet. Für Wasser gilt der flüssige Zustand im Temperaturbereich von 0(+) °C bis 100(-) °C bei Normaldruck in Meereshöhe.
Eine Wärmezufuhr steigert die mittlere kinetische Energie der Moleküle und damit die thermische Energie eines Stoffes, eine Wärmeabfuhr verringert sie.
Kommen zwei thermische Energie-Systeme mit unterschiedlichen Temperaturen zusammen, so gleichen sich ihre Temperaturen durch Wärmeaustausch an. Diese Angleichung erfolgt so lange, bis keine Temperaturdifferenz zwischen den Systemen mehr auftritt. Diesen Vorgang bezeichnet man als Wärmeübertragung.
Ohne zusätzliche Hilfe (Energie) kann niemals thermische Energie vom System niedrigerer Temperatur in das System höherer Temperatur überführt werden.
Der Wärmefluss oder Wärmestrom ist eine physikalische Größe zur quantitativen Beschreibung von Wärmeübertragungsvorgängen.
Als Grenzfläche oder Phasengrenze wird in der Physik und Materialwissenschaft die Fläche zwischen zwei Phasen (hier Phase = räumlicher Bereich der Materie Zusammensetzung wie Dichte der homogenen Materie) bezeichnet. Als Grenzflächen werden die Flächen zwischen flüssigen und festen, flüssigen und flüssigen, festen und festen und festen zu gasförmigen Phasen bezeichnet.

### Alternative stetige und unstetige Regelung
Zur Regelung der Referenzraumtemperatur bieten sich zwei Wege als stetige oder nichtstetige Regelung an:
Die Änderung der Außentemperatur ist in der Regel als statische Störgröße zu betrachten, weil das Zeitverhalten sehr langsam im Verhältnis zur Änderung der Vorlauftemperatur ist. Erst wenn die Änderung der Außentemperatur sich über die Außendämmung und über die Masse der Gebäudewände am Messfühler des Referenzraumes bemerkbar macht, kann der Heizungsregler reagieren.
Die Regelung der Raumtemperatur des Referenzraumes kann konventionell meist über digitale Regler erfolgen, die an die Regelstrecke des Warmwasserkreislaufes angepasst werden müssen.
Häufig werden industriell gefertigte Heizungskessel mit digitalen Reglern mit Anwendung der Fuzzy-Logik ausgeführt. Die Grundidee der Fuzzy-Controllers bezieht sich auf die Einbindung des Expertenwissens mit linguistischen Begriffen, durch die der Fuzzy-Controller mehr oder weniger mit empirischer Methodik optimal an einen nichtlinearen Prozess mit mehreren Ein- und Ausgangsgrößen modelliert wird, ohne dass das mathematische Modell des Prozesses (Regelstrecke) vorliegt.
Vereinfacht ausgedrückt entspricht die Anwendung der Fuzzy-Logik der menschlichen Denkweise, Tendenzen des Verhaltens eines unbekannten Systems zu erkennen, vorauszusehen und dem ungewollten Verhalten entgegenzuwirken. Diese Handlungsweise wird in sogenannten „WENN-DANN-Steuerregeln“ einer Regelbasis festgelegt.
Verfahren der stetigen und unstetigen Regelung:
- Die Regelung der Raumtemperatur des Referenzraumes kann über einen stufenlosen Regler erfolgen, der auf ein stetig arbeitendes Mischventil (Dreiwegemischer) wirkt, das bei Wärmebedarf auf den Heizkessel zugreift. Diese Form der Regelung wird häufig in Mehrfamilien-Wohnhäusern eingesetzt.
- Die Regelung der Raumtemperatur des Referenzraumes kann über einen Zweipunktregler erfolgen.

Diese kostenminimale Variante eignet sich besonders für den intermittierenden Betrieb für das zyklische Ein-Ausschalten des Brenners.

### Unstetige Regelung
Ein unstetiger Zweipunktregler ohne Hysterese hat Eigenschaften, die einer hohen Kreisverstärkung entsprechen. Ob sie voll genutzt werden kann, hängt von der Art der Regelstrecke ab. Dieser Regler eignet sich besonders für Regelstrecken, die in weiten Grenzen zur kontinuierlichen Leistungsanpassung im intermittierenden Betrieb (Ein- und Ausschaltbetrieb) gesteuert werden müssen.
Das Verhältnis des maximalen zum augenblicklichen Wärmeenergiebedarf ist durch das Verhältnis der Einschalt- und Ausschaltzeit gegeben:
{\displaystyle {\text{Leistungsverhältnis}}=100\,\%\cdot {\frac {t_{\text{EIN}}}{t_{\text{EIN}}+t_{\text{AUS}}}}}
Die Stellgröße des Zweipunktreglers bestimmt in Abhängigkeit von der Regelabweichung das Verhältnis der Ein- zur Ausschaltzeit. Die Reglerhysterese und Totzeitverhalten der Regelstrecke setzen die Schaltfrequenz herunter. Spezielle Rückführungen des Zweipunktreglers und Aufschaltung eines D-Anteils der Regelabweichung erhöhen die Schaltfrequenz.
Berechnung der Wärmeenergieflüsse
Das Verhalten der Wärmeenergieflüsse kann berechnet werden, indem durch ein Blockdiagramm mit einzelnen Funktionsblöcken das dynamische Zeitverhalten der Wärmeenergieflüsse an den sogenannten Grenzflächen (z. B. Brenner / Heizkessel, Heizkörper / Luft oder Innenwände / Außenwände / Außenwitterung) dargestellt wird. Die Funktionsblöcke entsprechen geeigneten mathematischen Modellen als System-Beschreibungsfunktionen.
Tag- und Nachtabsenkung der Raumtemperatur
Für die zur Energie-Einsparung mit Hilfe der sogenannten Tag-Nacht-Absenkung der Raumtemperatur ist das Speicherverhalten der Gebäudewände und deren Dämmung von entscheidender Bedeutung. Bei konstanter niedriger Außentemperatur und längerfristiger Raumtemperaturabsenkung ist das Energie-Sparpotential groß. Bei kurzfristiger Raumtemperaturabsenkung müssen anschließend die Gebäudewände wieder aufgeheizt werden, ohne dass sich ein stationärer Temperaturzustand der Grenzflächen im Mauerwerk mit der Dämmung gebildet hat, der das Energiesparen möglich macht.

### Außengeführte Vorlauftemperaturbegrenzung
Der Wärmebedarf in Wohnräumen ist im sehr kalten Winter ein Mehrfaches höher als in der Übergangszeit Herbst und Frühjahr. Deshalb wird die Vorlauftemperatur des Heizkreises mittels einer Vorsteuerung über einen Regler in Abhängigkeit von der Außentemperatur begrenzt, damit große Überschwingungen der Raumtemperatur (Regelgröße) aber auch Wärmeverluste vermieden werden.
Die Heizkörpertemperatur wird gewöhnlich nicht gemessen, sie wird aus dem Mittelwert der Vorlauftemperatur und der Rücklauftemperatur am Heizkessel erfasst. Wärmeverluste der isolierten Rohrleitungen werden vernachlässigt.
Die Kennlinie der Begrenzung der Vorlauftemperatur des Heizkreises als Funktion der Außentemperatur lässt sich bei kommerziellen Anlagen einstellen und ist abhängig von der Klimazone. Die begrenzte Vorlauftemperatur muss jeweils etwas höher liegen, als der Wert, der für den Wärmebedarf des eingestellten Referenzraum-Temperatursollwertes erforderlich ist. Die Begrenzungsregelung der Vorlauftemperatur als Funktion Außentemperatur kann durch einen einfachen Zweipunktregler erfolgen.

### Störgrößen des Heizungsregelkreises
Störgrößen der Raumtemperaturregelung sind Änderungen der Wärmeenergieerzeugung durch intermittierenden Betrieb, bei dem z. B. die Auswirkungen der Schwankungen des Gasdrucks (Gasheizkessel) oder Änderung des Brennheizwertes des Heizöles (Ölheizkessel) vernachlässigbar sind.
Kurzfristig angreifende Hauptstörgrößen auf die Raumtemperatur sind offenstehende Türen oder Fenster und die Sonneneinstrahlung im Fensterbereich.
Die Hauptstörgröße einer Gebäudeheizung ist der Einfluss der Außentemperatur. Die Änderung der Außentemperatur und der Einfluss von Wind und Niederschlägen sind wegen der Wärmespeicherfähigkeit der Gebäudemasse langfristig wirkende Störgrößen.
An Regelstrecken können Störgrößen an allen Teilregelstrecken angreifen. Kurzfristige Störgrößen zeichnen einen geringen Einfluss auf den Istwert der Regelgröße, wenn sie am Eingang der Regelstrecke auftreten. Den größten Einfluss haben Störgrößen an Regelstrecken, wenn sie am Ausgang der Regelstrecke auftreten.
Die Beurteilung eines linearen Regelkreises mit einem Führungsgrößensprung wird durch die Führungsgrößen-Übertragungsfunktion berechnet.
Die Beurteilung des Störverhaltens eines linearen Regelkreises an einer linearen Regelstrecke wird häufig durch einen Störsprung mit der Störgrößen-Übertragungsfunktion berechnet.
Stationäre oder sprungartige oder impulsartige Störgrößen im Regelkreis lassen sich in einem grafischen Signalflussplan durch eine Additionsstelle positiv oder negativ berücksichtigen.
Die dominanteste und in weiten Grenzen sich ändernde Störgröße der Regelstrecke einer Heizungsanlage ist der Wärmeenergie-Abfluss von der Raumtemperatur über die Gebäudewände zur Außenwitterung. Während der Einfluss einer Störgröße an einem beliebigen Regelkreis lediglich eine technische Information oder ein gefordertes bestimmtes Verhalten der Regelgröße anzeigt, bedeutet die Störgröße des Energieabflusses einer Gebäude-Temperaturregelung an die Außenwitterung ein Energie-Kostenfaktor erheblichen Ausmaßes.
Der Energieabfluss an die Außenwitterung ist unter normalen Betriebszuständen, d. h. geschlossene Fenster und Türen, abhängig:
- von der Außenwitterung, wie Außentemperatur, Sonne, Wind und Regen,
- von der Güte der Wärmedämmung des Gebäudes.

Je besser die Außendämmung, umso niedriger kann die Heizkörpertemperatur für eine gegebene Außentemperatur sein.
- von der Größe der Referenzraum-Temperatur

Jedes reduziertes Grad Celsius einer individuellen „Wohlfühl-Raumtemperatur“ reduziert die Heizkörpertemperatur prozentual beträchtlich.
- von der Größe der dominanten Zeitkonstanten der drei mathematischen Teilmodelle der Heizkörpertemperatur zur Raumtemperatur zur Außentemperatur.

Für eine konstante Außenwitterung und einen gegebenen Sollwert der Referenzraum-Temperatur stellt sich nach genügend langer Zeit ein Gleichgewichtszustand zwischen der erzeugten Wärmeenergie und der über das Gebäude abfließenden Wärmeenergie ein.

### Simulation eines Heizungsregelkreises mit Teilmodellen
Aufgabenstellung: 

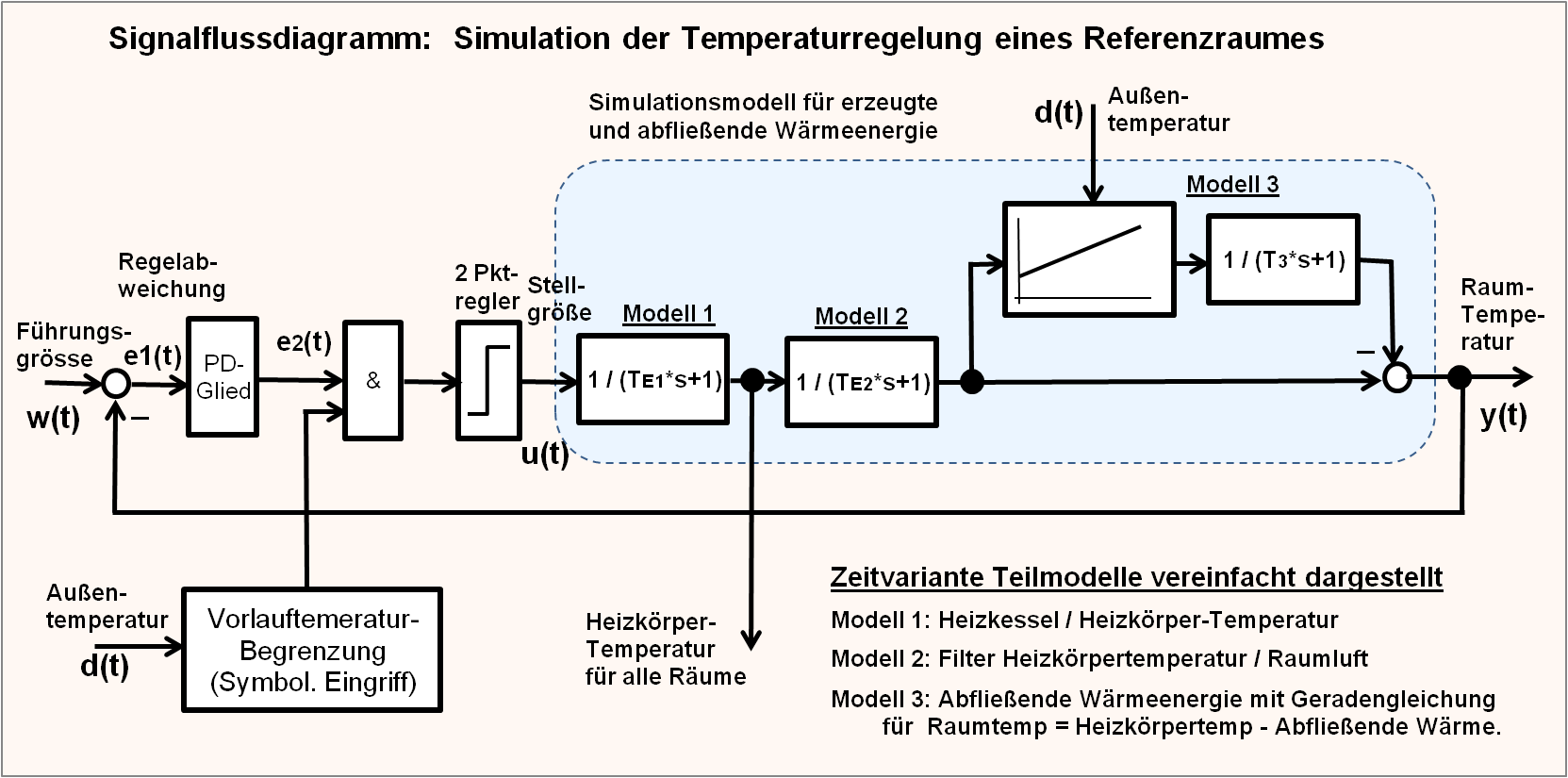
Signalfluss-Diagramm der Simulation der Referenzraum-Heizungsregelung eines Gebäudes

Berechnung des zeitlichen Verhaltens der mittleren Heizkörpertemperatur und der Raumtemperatur eines Referenzwohnraumes für die Raumtemperatur-Sollwertvorgabe von 5 °C auf 20 °C bei einer stationären Außentemperatur von −10 °C. Wind und Niederschläge sollen sich für diesen Vorgang nicht ändern.
Der Signalflussplan der Simulation der Referenzraum-Heizungsregelung zeigt die Beziehungen der Teilmodelle.
Datenvorgabe für den Heizungsregelkreis
Für eine überschlägige Berechnung des Regelvorgangs der Raumtemperatur im Referenzraum müssen Vereinfachungen und Zahlenwerte-Annahmen aus Erfahrungen getroffen werden. Folgende Daten werden gegeben:
- maximale Vorlauftemperatur: 80 °C
- Sollwert Raumtemperatur: 20 °C
- stationäre Außentemperatur: −10 °C
- Abfluss der Wärmeenergie (in °C), wird empirisch gemessen:
Für eine mittlere stationäre Heizkörpertemperatur von 60 °C und einer stationären Außentemperatur von −10 °C stellt sich nach genügend langer Zeit eine Raumtemperatur von 20 °C ein.
Mit diesen Angaben entspricht eine Raumtemperatur-Änderung von 1 °C dem Verhältnis der Differenzwerte der Heizkörpertemperatur zur Raumtemperatur mit Bezug zur Außentemperatur:
Faktor = [60 °C − (−10 °C)] / [20 °C − (−10 °C)] = 2,33 °C pro 1 °C Raumtemperaturänderung
- Begrenzte mittlere Heizkörpertemperatur bei −10 °C Außentemperatur: 70 °C
- Gewählter stationärer Anfangswert der Raumtemperatur im Frostschutzmodus als Sollwert: 5 °C
- Berechneter stationärer Anfangswert der mittleren Heizkörpertemperatur im Frostschutzmodus:
Für eine geforderte stationäre Referenzraumtemperatur von z. B. 5 °C, d. h. Raumtemperaturabsenkung von 15 °C, ergibt sich eine geforderte Heizkörpertemperatur von:
Heizkörpertemperatur = 60 °C − 2,33· 15 °C = 25 °C.

Definition der Teilmodelle anhand der geschätzten Datenvorgabe
Für den dynamischen Vorgang der Sollwert-Änderungen mit Bezug zur Heizkörpertemperatur, der Raumtemperatur und der Wärmeenergieabflüsse sind Anfangsbedingungen der Einzelsysteme zu berücksichtigen.
- Teilmodell 1: Wärmeenergieerzeugung vom Brenner zur Heizkörpertemperatur

Die im Brenner und Heizkessel erzeugte Wärmeenergie wird mit der Heizungspumpe als Vorlauftemperatur durch alle Rohrleitungen und Heizkörper gepumpt und erscheint wieder am Heizkessel als Rücklauftemperatur. Die mittlere Heizkörpertemperatur wird als Mittelwert der Vor- und Rücklauftemperatur angenommen.
Daten:
Tt = 4 [Minuten], TE = 60 [Minuten] bei Anstieg, TE = 100 [Minuten] bei Abfall der Heizenergie:
{\displaystyle G(s)=\left.{\frac {e^{-{4}\cdot s}}{(T_{E}\cdot s+1)}}\right|_{T_{E}=100{\text{ bei Abfall}}}^{T_{E}=60{\text{ bei Anstieg}}}}
- Teilmodell 2: Heizkörpertemperatur zur Raumtemperatur

Die von den Heizkörpern abgegebene Wärmeenergie erwärmt die Raumluft, welche zunächst an den Fenstern und dann nach oben zur Zimmerdecke steigt und abkühlt. Dies führt über Konvektion und Strahlung zu Luftverwirbelungen, die auch nach einer Totzeit und Einschwingzeit den Raumtemperaturfühler erreichen.
Die gemessene und geregelte Referenzraumtemperatur ist nicht identisch mit der Innenwand-Temperatur, des Fußbodens und Zimmerdecke des Referenzraumes, über die (stellvertretend für alle Räume) die Wärmeenergie zur Außenwitterung abfließt.
Daten:
Tt = 10 [Minuten], TE = 200 [Minuten] bei Anstieg, TE = 300 [Minuten] bei Abfall der Heizenergie:
{\displaystyle G(s)=\left.{\frac {e^{-{10}\cdot s}}{(T_{E}\cdot s+1)}}\right|_{T_{E}=300{\text{ bei Abfall}}}^{T_{E}=150{\text{ bei Anstieg}}}}
- Teilmodell 3: Raumtemperatur zur Gebäudewand innen nach außen zur Außenwitterung

Das mathematische Modell für die Wärmeenergie-Ableitung von der Raumluft über die Fenster und über die Gebäudewände zur Außendämmung und zur Außenwitterung ist sehr kompliziert und wird deshalb vereinfacht.
Das Teilmodell 3 besteht aus einem statischen Teil, der die Beziehung Heizkörper-, Raum- und Außentemperatur über eine Geradengleichung wiedergibt, und einem dynamischen Teil, der die Speicherfähigkeit der Gebäudewände und -dämmung berücksichtigt.
Je nach Beschaffenheit der Masse der Raumwände (Wärmespeicherfähigkeit, Wärmeleitfähigkeit, Innen-Wärmedämmung, Anteil Innen- und Außenwände) und des Dämmungsmaterials der Außenseite kann es sich um ein kompliziertes System höherer Ordnung mit großer dominanter Zeitkonstante handeln. Zur Vereinfachung dieses Teilmodels 3 wird als dynamisches Systemverhalten ein Verzögerungsglied 1. Ordnung (PT1-Glied) mit großer Ersatzzeitkonstante gewählt.
Für die Simulation des Energieabflusses besteht mit diesen Angaben eine statische Beziehung, die durch eine Geradengleichung festgelegt werden kann.
Vereinfachtes Modell des Zeitverhaltens: 
| {\displaystyle G(s)={\frac {1}{500\cdot s+1}}} |
| ---------------------------------------------- |
Geht man von einem linearen Zusammenhang der Heizkörpertemperatur zur gewählten Raumtemperatur bei konstanter Außentemperatur aus, so lässt sich für verschiedene Werte der Raumtemperatur die Größe der Heizkörpertemperatur aus Geradengleichungen errechnen.
Allgemeine Geradengleichung mit X als Eingangsgröße und Y als Ausgangsgröße:
| {\displaystyle Y=Y1+{\frac {Y2-Y1}{X2-X1}}\cdot (X-X1)} |
| ------------------------------------------------------- |
Statische Beziehung von Teilmodell 3
Über eine Geradengleichung wird bestimmt, welcher Wert von der gefilterten Heizkörpertemperatur (= Ausgang Modell 2) als Funktion der Außentemperatur subtrahiert werden muss, damit sich die Raumtemperatur als Regelgröße ergibt.
Für die Raumtemperatur 20 °C ist die zugehörige Heizkörpertemperatur mit 60 °C gegeben. Für einen anderen Wert der Raumtemperatur kann die zugehörige Heizkörpertemperatur aus der Proportion der Temperaturdifferenzen zu −10 °C berechnet werden:
{\displaystyle {\frac {\theta _{\text{Heizkörpertemperatur 1}}}{\theta _{\text{Raumtemperatur 1}}}}={\frac {60-(-10)}{20-(-10)}}={\frac {\theta _{\text{Heizkörpertemperatur 2}}}{\theta _{\text{Raumtemperatur 2}}}}}
Für das statische Modell 3 wird die Differenz [Heizkörpertemperatur – Raumtemperatur] benötigt. Dieser Wert wird von dem Ausgangssignal des Modells 2 subtrahiert:
{\displaystyle [\theta _{\text{Heizkörpertemperatur - Raumtemperatur}}]=13{,}33\ +\ {\frac {40-13{,}33}{20}}\ \cdot \ [\theta _{\text{Raumtemperatur}}]}
Damit ergeben sich die statische Werte für die Sollwertsprünge der Raumtemperatur die zugehörigen Werte der Heizkörpertemperatur und alle Zwischenwerte:
- Sollwert Raumtemperatur 20 °C:

[Heizkörpertemperatur] – [Heizkörpertemperatur – Raumtemperatur] = [Raumtemperatur] = 60–40 = 20 °C
- Sollwert Raumtemperatur 5 °C:

[Heizkörpertemperatur] – [Heizkörpertemperatur – Raumtemperatur] = [Raumtemperatur] = 25–20 = 5 °C

### Nichtlineares Übertragungssystem

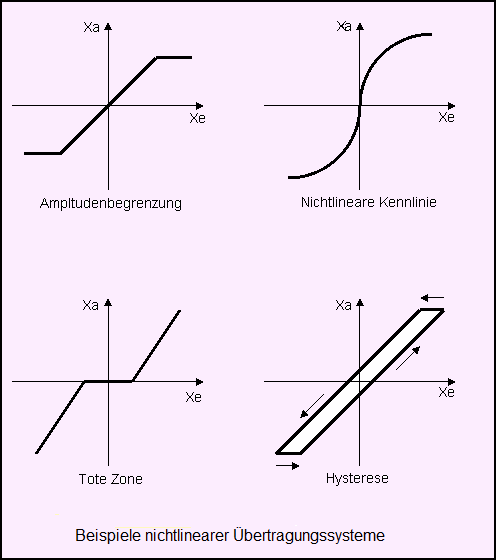
Beispiele nichtlinearer Übertragungssysteme

## Grundlagen der numerischen Berechnung von dynamischen Übertragungssystemen

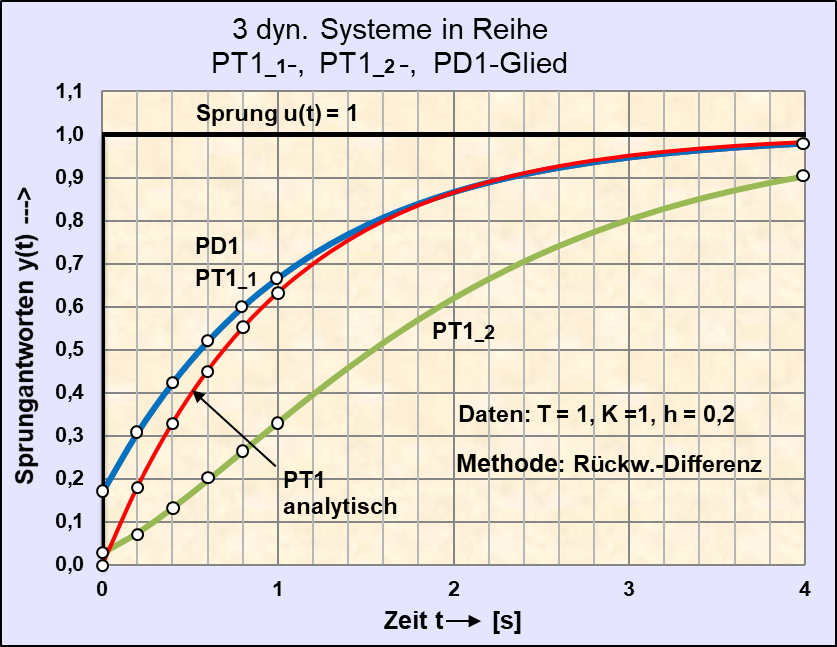
Beispiel: Sprungantworten von drei hintereinander liegenden PT1-, PT1-, PD1-Gliedern. Das PD1-Glied kompensiert ein PT1-Glied vollständig.

### Methode der numerischen Berechnung mit Differenzengleichungen

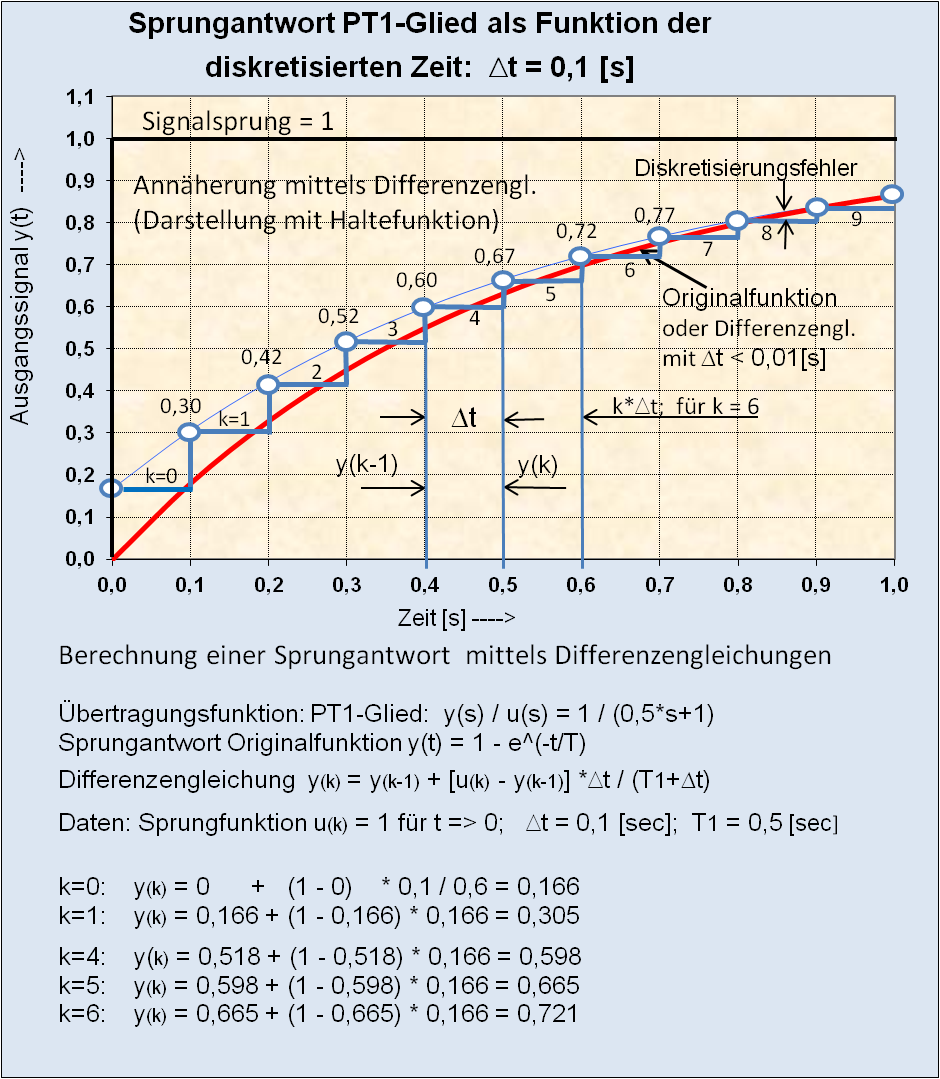
Berechnungsbeispiel: PT1-Glied mit einer Differenzengleichung nach dem Rückwärts-Differenzenquotienten.

### Experimentelle Identifikation einer Regelstrecke mit Hilfe einer Modellregelstrecke

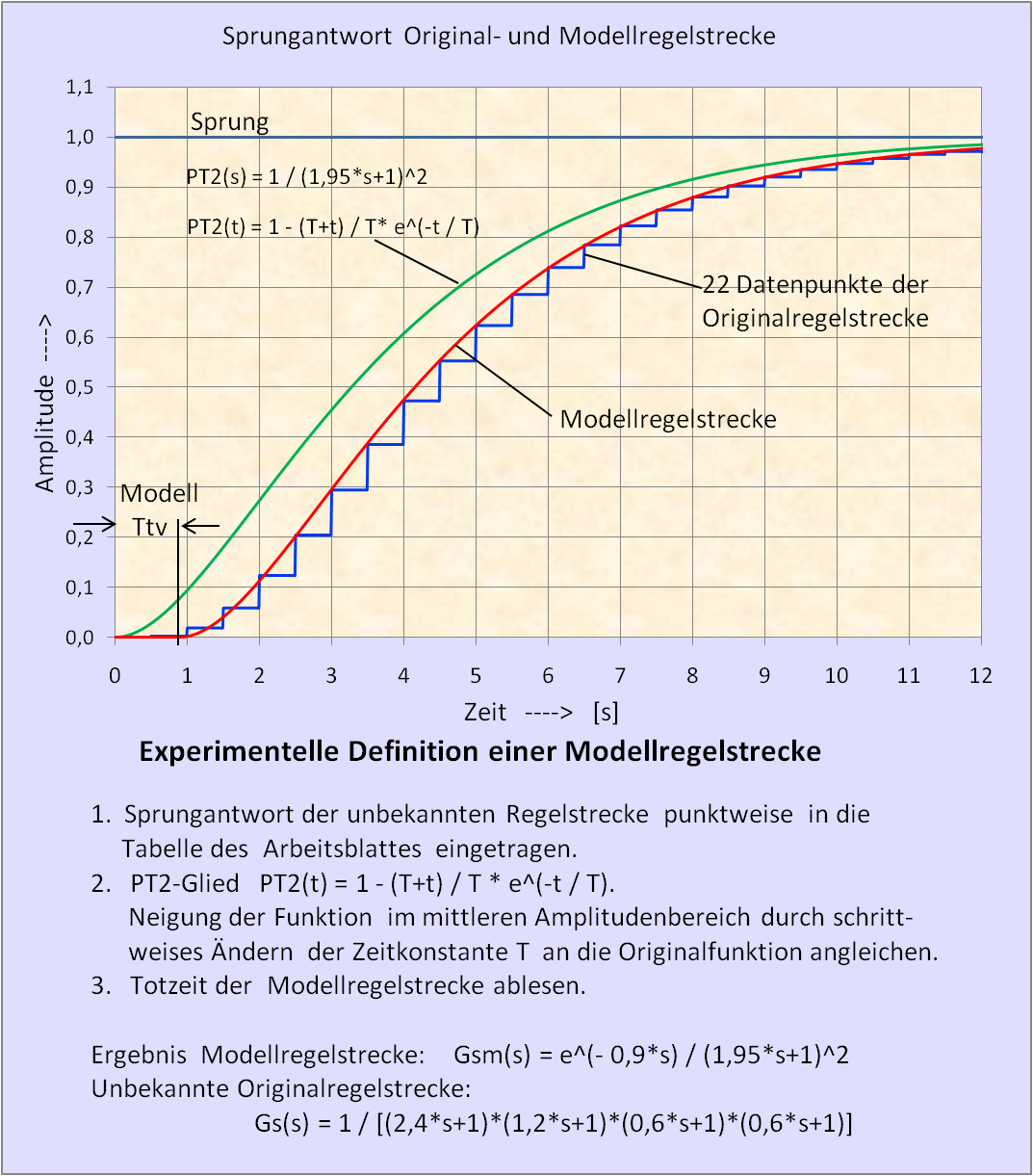
Sprungantwort einer Regelstrecke 4. Ordnung mit dominanter Zeitkonstante und deren Modellregelstrecke 2. Ordnung mit Totzeitglied

### Heuristische Einstellregeln für einfache Regelungen

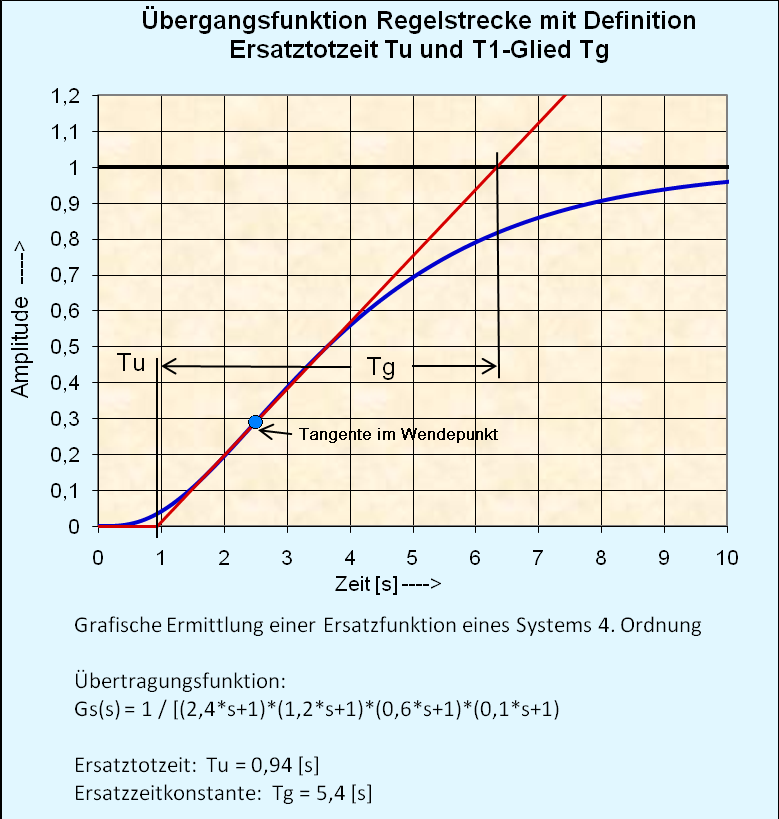
Steckenparameter einer Sprungantwort durch die Tangente am Wendepunkt

### Grafische Darstellung der Temperaturwerte der Heizungsregelung
Aufgabenstellung

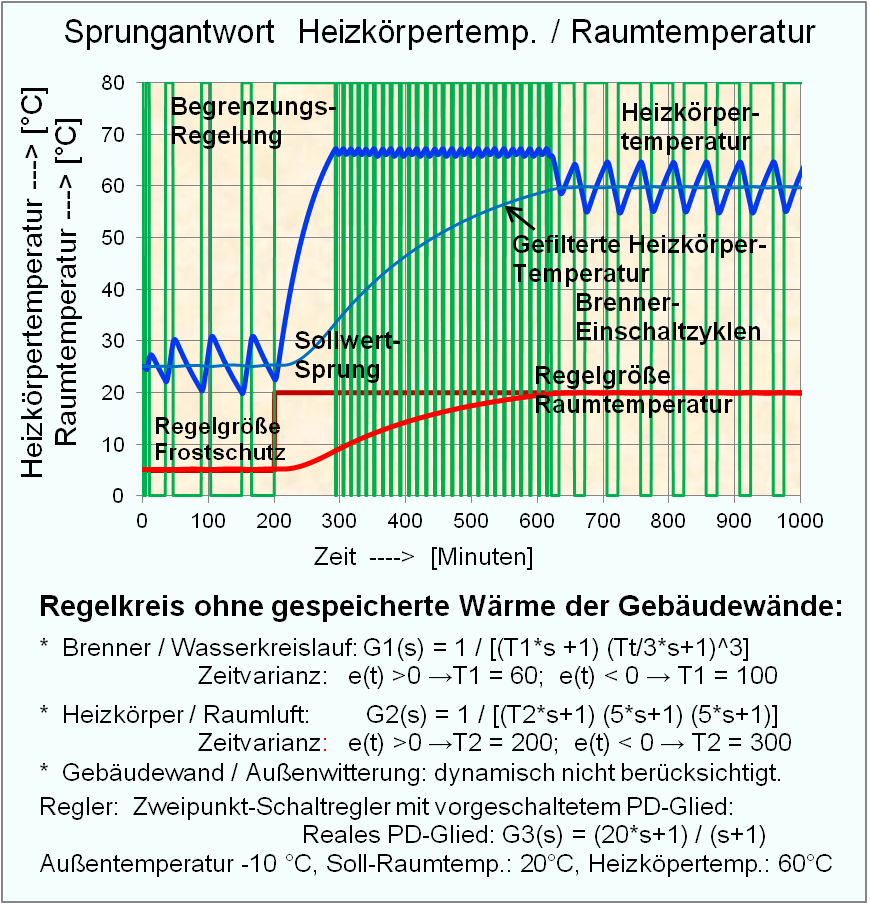
Darstellung des zeitlichen Verlaufes der Heizkörpertemperatur und der Raumtemperatur für einen Sollwertsprung ohne Wärmeenergiespeicherung der Raumwände

Anhand der Teilmodelle der Regelstrecke soll der grafische Verlauf der Heizkörpertemperatur und der Raumtemperatur vom Frostschutzmodus zum Betriebszustand berechnet und grafisch dargestellt werden.
- Für die Berechnung von Übertragungssystemen oder die Simulation von Regelkreisen bieten sich käufliche Rechenprogramme an. Mit den bekanntesten Programmen wie MATLAB und Simulink stehen umfangreiche Befehlssätze für die theoretische Modellierung von dynamischen Systemen und vielen speziellen regelungstechnischen Befehlen zur Verfügung.
- Alternativ können lineare Systeme numerisch mit Hilfe von Differenzengleichungen berechnet werden. Nichtlineare Systeme wie der Zweipunktregler lassen sich einfach mit Hilfe von WENN-DANN-SONST-Anweisungen berechnen. Eine Berechnungsfolge bezieht sich auf eine Kette von hintereinandergeschalteten Systemen, beginnend mit dem Eingangssignal und endend mit dem Ausgangssignal. Jede Folge k bezieht sich auf die diskrete Zeit k·Δt.

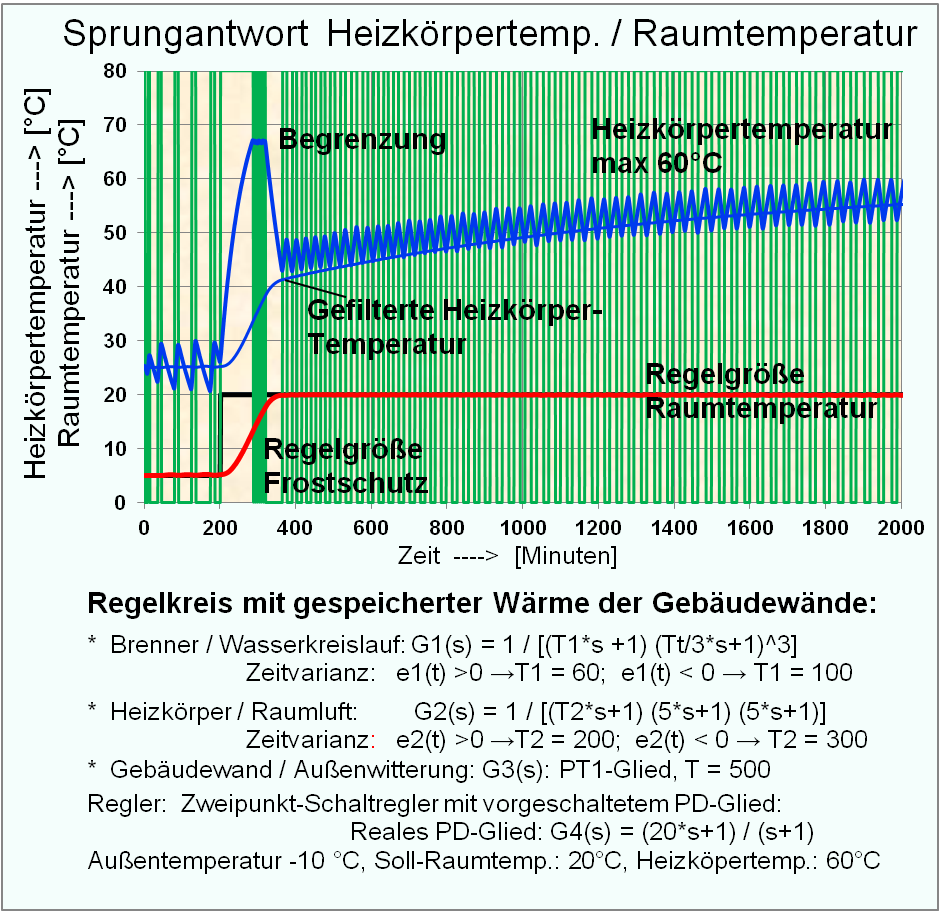
Darstellung des Verlaufes der Heizkörpertemperatur und der Raumtemperatur für einen Sollwertsprung mit Berücksichtigung der Wärmeenergiespeicherung der Raumwände

Zum besseren Verständnis werden zwei Diagramme mit dem statischen und dynamischen Verhalten von Teilmodell 3 dargestellt.
- Grafische Darstellung des zeitlichen Verhaltens der Temperaturwerte ohne Wärmespeicherung der Gebäudewände (Teilmodell 3 mit T = 0).
- Grafische Darstellung des zeitlichen Verhaltens der Temperaturwerte mit Wärmespeicherung der Gebäudewände (Teilmodell 3 mit T = 500 [Minuten]).

Kritische Beurteilung der Simulationsergebnisse
- Prinzipiell entsprechen die berechneten Zeitverläufe der Heizkörpertemperatur und der Raumtemperatur realistischen Heizungsregelungen.
- Zuverlässigkeit der mathematischen Modelle

Die Simulation eines dynamischen Prozesses ist so gut wie die Güte der mathematischen Modelle der Regelstrecke.
Modell 1 (Wärmeenergieerzeugung zum Heizkörper) kann weitgehend der Realität entsprechen.
Modell 2 (Erwärmung der Raumtemperatur) ist physikalisch dem Modell 1 nachgeschaltet, kann aber nicht die Rückwirkungsfreiheit auf Modell 1 durch die größeren Zeitkonstanten garantieren. Es wirkt mehr als Tiefpassfilter 1. Ordnung auf die sägezahnförmige Änderung der Heizkörpertemperatur.
Modell 3 (Abfluss der Wärmeenergie an die Außenwitterung) subtrahiert von der Ausgangsgröße des Modells 2 den Anteil der nach außen abfließenden Wärmeenergie. Obwohl es sich bei dem Modell 3 um ein System mit verteilten Energiespeichern handelt, wird es aus Gründen einfacher Berechenbarkeit als ein System mit einem konzentrierten Energiespeicher behandelt. Damit ergibt sich die Regelgröße Raumtemperatur als Funktion der Heizkörpertemperatur und der Außentemperatur.
- Die Zeitkonstanten aller Teilmodelle sind geschätzt.

Grafische Darstellungen der Temperaturwerte
Zum besseren Verständnis werden die Regelvorgänge in zwei Diagrammen, statisch ohne die gespeicherte Wärmeenergie der Wände und dynamisch mit gespeicherter Energie der Wände dargestellt. Es handelt sich um das dritte Teilmodell, dessen Zeitkonstante einmal auf einen Wert für T = 0 und T = 500 gesetzt wird.
Nachfolgend wird die Simulation des Modells des Regelkreises der Gebäudeheizung für einen Sprung des Sollwertes aus dem Frostschutzmodus 5 °C zum Betriebsmodus 20 °C dargestellt.
Kommentar zur Abbildung der Simulation mit dem dritten Teilmodell ohne Speicherfähigkeit der Raumwände
Die Berechnung des Abflusses der Wärmeenergie von den Anfangswerten zu den Endwerten erfolgt rein statisch ohne gespeicherte Wärmeenergie der Gebäudewände.
Der Sollwertsprung erfolgt nach 200 Minuten. Das vereinfachte statische Teilmodell 3 als PT1-Glied mit dem Verhalten der Zeitkonstante T = 0 zeigt die stationären Zustände der Heizkörpertemperatur und der Raumtemperatur an, die sich nach genügend langer Zeit einstellen. Der Übergang von den unteren Temperaturwerten zu den oberen Temperaturwerten ist zeitlich nicht real, weil zu jedem Wert der Heizkörpertemperatur und der Raumtemperatur nicht die gespeicherte Wärme der Gebäudewände berücksichtigt ist.
Kommentar zur Abbildung der Simulation mit dem dritten Teilmodell mit Speicherfähigkeit der Raumwände
Die Berechnung des Abflusses der Wärmeenergie von den Anfangswerten zu den Endwerten erfolgt mit Berücksichtigung der gespeicherten Wärmeenergie der Gebäudewände.
Der Sollwertsprung erfolgt nach 200 Minuten. Das vereinfachte statische Teilmodell 3 als PT1-Glied für die Wärmespeicherfähigkeit der Raumwände mit der Zeitkonstante T = 500 Minuten zeigt das Verhalten des Anstiegs der Heizkörpertemperatur und der Raumtemperatur an. Dabei wird deutlich, dass die Raumtemperatur den Sollwert 20 °C bereits erreicht hat, während die Heizkörpertemperatur wegen der gespeicherten Wärmeenergie der Wände nur mit 45 °C gefordert wird. Erst nach ca. 2000 Minuten stellt sich die Heizkörpertemperatur von 60 °C als statisch ein, konstante Witterungseinflüsse vorausgesetzt.

## Mathematische Methoden zur Beschreibung und Berechnung eines Regelkreises
Dieses Kapitel zeigt die Anwendung der Methoden der Regelungstechnik und der Systemtheorie für die Berechnung von dynamischen Systemen und Regelkreisen. Dabei werden die Begriffe von Verfahren der Systembeschreibungen, Übertragungsfunktionen, lineare und nichtlineare Regelstrecken, zeitinvariante und zeitvariante Systeme, Zweipunktregler, mathematische Systemmodelle und numerische Berechnungen tangiert und Hilfen auf ausführliche Artikel bzw. deren Kapitel gegeben.
Ein dynamisches System ist eine Funktionseinheit mit einem bestimmten Zeitverhalten und hat mindestens einen Signaleingang und einen Signalausgang.
Modelle (Modellbildung) eines realen dynamischen Übertragungssystems werden mathematisch beschrieben durch:
- Übertragungsfunktion und Frequenzgang
- Zustandsraumdarstellung
- Differenzengleichung (Differenzenverfahren), Numerische Berechnung linearer dynamischer Systeme. Tangiert auch nichtlinearer Systeme (Logische Befehle, Tabellenwerte).

### Gewöhnliche Differentialgleichungen
Eine Differentialgleichung (kurz DGL) ist eine Gleichung, die eine oder mehrere Ableitungen einer unbekannten Funktion enthält. Verschiedene physikalische Probleme lassen sich mit DGL-en formal identisch darstellen.
Kommen Ableitungen nur bezüglich einer Variablen vor, spricht man von einer „gewöhnlichen Differentialgleichung“, wobei der Begriff „gewöhnlich“ bedeutet, dass die betrachtete Funktion nur von einer Veränderlichen abhängt. Mit gewöhnlichen DGL-en lassen sich viele dynamische Systeme aus Technik, Natur und Gesellschaft beschreiben.
Eine lineare DGL enthält die gesuchte Funktion und deren Ableitungen nur in der ersten Potenz. Es treten keine Produkte der gesuchten Funktion und ihrer Ableitungen auf; ebenso erscheint die gesuchte Funktion nicht in Argumenten von Winkelfunktionen, Logarithmen usw.
Entstehung einer Differentialgleichung
Eine DGL ist eine Bestimmungsgleichung für eine unbekannte Funktion. Die Lösung einer DGL ist keine Zahl, sondern eine Funktion!

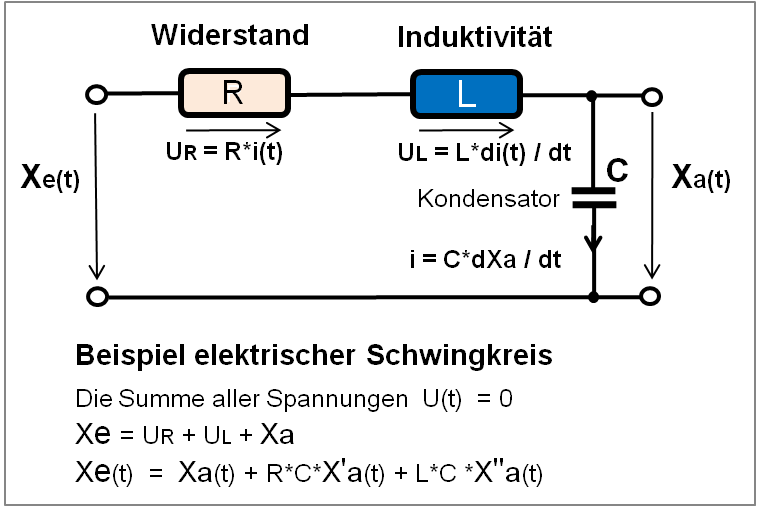
Signalflussplan eines elektrischen Schwingkreises

Beispiel elektrischer Schwingkreis: 
Spannungsbilanz: Nach dem 2. Kirchhoffschen Satz ist Summe aller Spannungen einer Masche gleich Null.
{\displaystyle U_{R}+U_{L}+y=u}
Der Spannungsabfall am Widerstand R ergibt sich zu UR = i · R. Nach dem Induktionsgesetz ist die Spannung an der Induktivität UL = L · di / dt. Der Ladestrom am Kondensator ist proportional der Spannungsänderung am Kondensator i(t) = C · dy / dt.
Die Anwendung des Maschensatzes führt zunächst zu einer Differenzialgleichung 1. Ordnung:
{\displaystyle R\cdot i(t)+L\cdot {\frac {di(t)}{dt}}+u_{C}(t)=u_{E}(t)}
Setzt man in die DGL für i(t):
{\displaystyle i(t)=C\cdot {\frac {du_{C}(t)}{dt}}}
ein, dann ergibt sich die Schwingungsgleichung:
{\displaystyle L\cdot C\cdot {\ddot {u}}_{C}(t)+R\cdot C\cdot {\dot {u}}_{C}(t)+u_{C}(t)=u_{E}(t)}
Es können Zeitkonstanten wie T1 = R · C und T2² = L · C eingeführt werden. Ersetzt man auch die in der Systembeschreibung übliche Darstellung der Eingangsgröße {\displaystyle u(t)} und Ausgangsgröße {\displaystyle y(t)}, dann lautet die bekannte DGL für einen Reihenschwingkreis:
{\displaystyle T_{2}^{2}\cdot {\ddot {y}}(t)+T_{1}\cdot {\dot {y}}(t)+y(t)=u(t)}

### Grundlagen der Übertragungsfunktion als Systembeschreibung

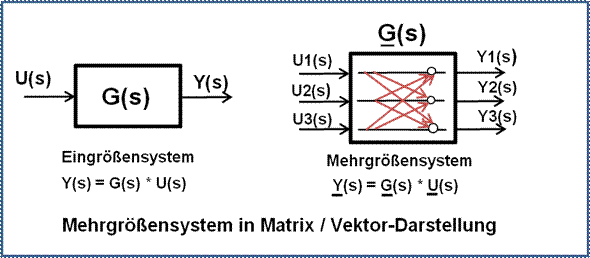
Blockdiagramm eines Übertragungssystems als Ein- und Mehrgrößensystem

Die am häufigsten dargestellte Systembeschreibung linearer zeitinvarianter Systeme ist die Übertragungsfunktion {\displaystyle G(s)} mit der komplexen Frequenz {\displaystyle s}. Sie wird erfolgreich eingesetzt für Systemanalyse, Systemsynthese, Systemstabilität und erlaubt die algebraische Behandlung von beliebig geschalteten rückwirkungsfreien Teilsystemen.
Eine Übertragungsfunktion beschreibt die Abhängigkeit des Ausgangssignals eines linearen, zeitinvarianten Systems (LZI-System) von dessen Eingangssignal im Bildbereich (Frequenzbereich, s-Bereich). Sie wird definiert als Quotient der Laplace-transformierten Ausgangsgröße {\displaystyle Y(s)} zur transformierten Eingangsgröße {\displaystyle U(s)}:
{\displaystyle G(s)={\frac {Y(s)}{U(s)}}}
Die Laplace-Transformation ist eine Integraltransformation, mit deren Anwendung sich eine Zeitfunktion {\displaystyle f(t)} in eine Bildfunktion {\displaystyle F(s)} mit der komplexen Frequenz {\displaystyle s=\delta +j\cdot \omega } übertragen lässt. Die Bildfunktion lässt sich mit verschiedenen mathematischen Methoden wieder als eine Zeitfunktion darstellen.
Dynamische zeitinvariante Systeme mit konzentrierten Energiespeichern (z. B. Feder-Masse-Dämpfer-Systeme oder elektrische L-, C- und R-Glieder) werden durch gewöhnliche Differenzialgleichungen mit konstanten Koeffizienten beschrieben. Wenn sich das System im Ruhezustand befindet, haben die Energiespeicher den Wert Null.
Zur Vereinfachung der Berechnung und zum leichteren Verständnis wird die Differenzialgleichung einer Laplace-Transformation unterzogen. Dabei wird nach dem Laplace-Differentiationssatz eine Ableitung 1. Ordnung der Differenzialgleichung durch die Laplace-Variable s als komplexe Frequenz ersetzt. Höhere Ableitungen n-ter Ordnung werden durch {\displaystyle s^{n}} ersetzt.
Das Ausgangs-/Eingangsverhalten dynamischer Systeme, die durch DGL-en beschrieben werden können, ist in den meisten Fällen nichtlinear und kann daher auch nicht durch Übertragungsfunktionen G(s) beschrieben werden. Man beschränkt sich annäherungsweise auf den Arbeitspunkt des untersuchten Systems und gewinnt damit eine Linearisierung der DGL. Damit entsteht eine lineare DGL mit konstanten Koeffizienten.
Beispiel einer gewöhnlichen Differenzialgleichung mit konstanten Koeffizienten:
{\displaystyle a_{n}y^{(n)}+\ldots +a_{2}{\ddot {y}}+a_{1}{\dot {y}}+a_{0}y=b_{m}u^{(m)}+\ldots +b_{2}{\ddot {u}}+b_{1}{\dot {u}}+b_{0}u}
Die Laplace-Transformierte der Differenzialgleichung lautet:
{\displaystyle Y(s)(a_{n}s^{n}+\dotsb +a_{2}s^{2}+a_{1}s+a_{0})=U(s)(b_{m}s^{m}+\dotsb +b_{2}s^{2}+b_{1}s+b_{0})}
Die Koeffizienten a und b der Differenzialgleichung sind mit denen der Übertragungsfunktion identisch.
Das Ergebnis der Transformation wird nach Ordnung der Terme des sich ergebenden Polynoms als Verhältnis der Ausgangsgröße zur Eingangsgröße {\displaystyle Y(s)/U(s)} als Übertragungsfunktion {\displaystyle G(s)} definiert. Die Übertragungsfunktion G(s) kann immer als gebrochen-rationale Funktion geschrieben werden. Da die Übertragungsfunktion zur Beschreibung des Eingangs- und Ausgangsverhaltens verwendet wird, soll das Übertragungssystem für eine gegebene Eingangsgröße zu einem betrachteten Zeitpunkt {\displaystyle t=0} eine Ausgangsgröße gleich Null aufweisen.

#### Übertragungsfunktion und Frequenzgang

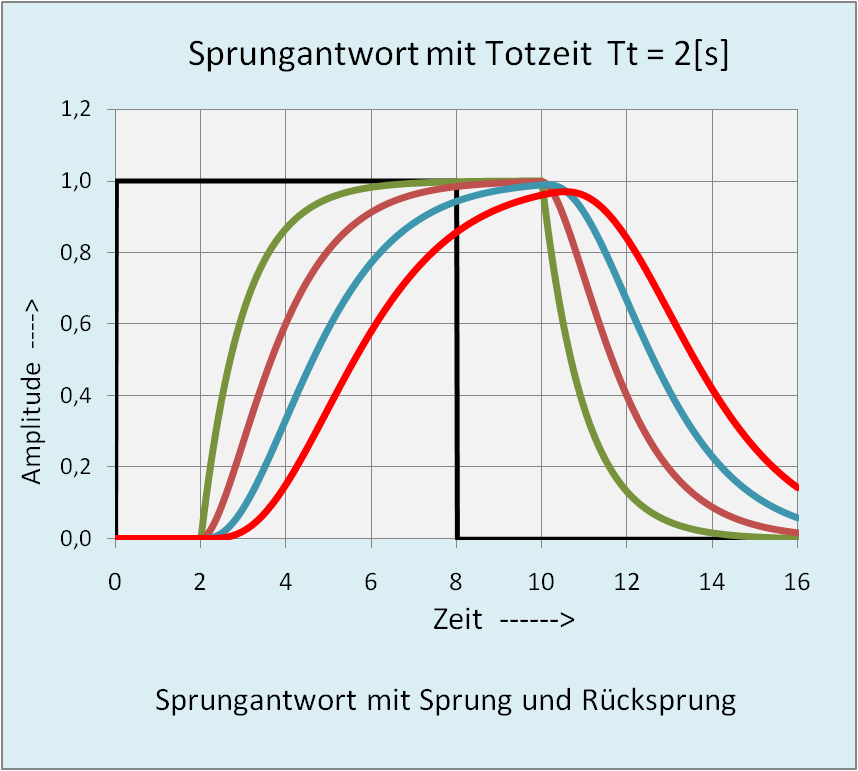
Sprungantwort von einem Sprung und einem Rücksprung eines Systems mit Totzeit = 2[s] und 4 in Reihe geschalteten zeitinvarianten Verzögerungsgliedern mit je T = 1[s

### Zeitinvariante und zeitvariante Regelstreckenkomponenten

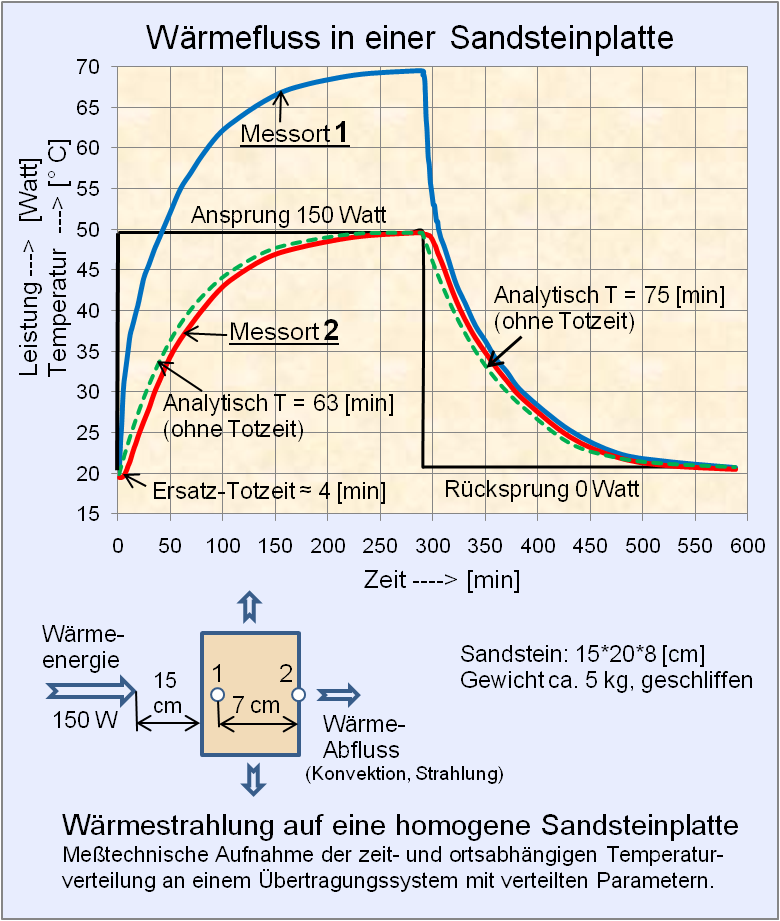
Messtechnische Erfassung des Wärmeflusses als Sprungantwort einer Sandsteinplatte an zwei Messorten

#### Faktorisierung der Übertragungsfunktion im s-Bereich
Mittels der Nullstellenbestimmung können die Polynome der Übertragungsfunktion {\displaystyle G(s)} in eine Produktform (Linearfaktoren) im Zähler und Nenner gebracht werden. Die Pole (Nullstellen des Nenners) {\displaystyle s_{p}} oder Nullstellen (Nullstellen des Zählers) {\displaystyle s_{n}} sind entweder Null, reell oder konjugiert komplex. Die Produktdarstellung im Zähler und Nenner der Übertragungsfunktion {\displaystyle G(s)} ist mathematisch identisch mit der Polynomdarstellung.
Die Pole und Nullstellen der Übertragungsfunktion sind die wichtigsten Kenngrößen des Systemverhaltens.
Beispiel einer Übertragungsfunktion der Polynomdarstellung und der Zerlegung in die Pol-Nullstellen-Darstellung mit reellen Linearfaktoren:
| {\displaystyle G(s)={\frac {Y(s)}{U(s)}}={\frac {b_{m}s^{m}+\ldots +b_{2}s^{2}+b_{1}s+b_{0}}{a_{n}s^{n}+\ldots +a_{2}s^{2}+a_{1}s+a_{0}}}:=k\cdot {\frac {(s-s_{n1})(s-s_{n2})\dotsm (s-s_{nm})}{(s-s_{p1})(s-s_{p2})\dotsm (s-s_{pn})}}} |
Linearfaktoren:
- Bei Linearfaktoren 1. Ordnung sind die Nullstellen {\displaystyle s_{n}} oder Pole {\displaystyle s_{p}} reelle Zahlenwerte. Stabile Systeme enthalten negative Realteile.
- Linearfaktoren 2. Grades mit konjugiert komplexen Nullstellen oder Polen werden zur einfacheren Berechenbarkeit zu quadratischem Termen zusammengefasst, in denen nur reelle Koeffizienten auftreten.
- Linearfaktoren werden meist in die Zeitkonstanten-Darstellung durch Reziprokbildung der Nullstellen und Pole umgerechnet.

Produktterm in der Zeitkonstanten-Darstellung mit negativem Wert der Nullstelle {\displaystyle s_{n}}:
{\displaystyle \underbrace {(s-s_{n})} _{\text{Produktterm}}\ :=\underbrace {(s+a)} _{\text{Produktterm}}=\ \underbrace {a\cdot \left({\frac {1}{a}}\cdot s+1\right)} _{a={\text{negativer Wert}}}\quad :=\underbrace {K\cdot (T\cdot s+1)} _{\text{Zeitkonstanten-Darstellung}}\qquad {\bigg |}\quad a={\text{negativer Nullstellenwert}}.}
In der linearen Regelungstechnik ist es eine willkommene Tatsache, dass praktisch alle vorkommenden regulären (phasenminimalen) Übertragungsfunktionen bzw. Frequenzgänge von Regelkreisgliedern auf folgende drei Grundformen (Linearfaktoren) geschrieben bzw. zurückgeführt werden können. Sie haben eine völlig unterschiedliche Bedeutung, je nachdem ob sie im Zähler (differenzierendes Verhalten) oder im Nenner (verzögernd, Integrierend) einer Übertragungsfunktion stehen.
In Abhängigkeit von den Zahlenwerten der Koeffizienten {\displaystyle a} und {\displaystyle b} der Polynom-Darstellung können die Produkte folgende drei Formen in der Zeitkonstanten-Darstellung annehmen:
| Typ Linearfaktor                                                                                    | Bedeutung im Zähler      | Bedeutung im Nenner                       |
| --------------------------------------------------------------------------------------------------- | ------------------------ | ----------------------------------------- |
| {\displaystyle G_{1}(s)=T\cdot s} (Nullstelle = 0)                                                  | Differenzierer, D-Glied  | Integrator, I-Glied                       |
| {\displaystyle G_{2}(s)=T\cdot s+1} (Nullstelle reell)                                              | PD-Glied                 | Verzögerung, PT1-Glied                    |
| {\displaystyle G_{3}(s)=T^{2}\cdot s^{2}+2\cdot D\cdot T\cdot s+1} (Nullstellen konjugiert komplex) | PD2-Glied: für 0 < D < 1 | Schwingungsglied PT2-Glied: für 0 < D < 1 |
Dabei ist T die Zeitkonstante, s die komplexe Frequenz, D der Dämpfungsgrad.
Die Übertragungsfunktion {\displaystyle G(s)=Y(s)/U(s)={\text{Zähler}}(s)/{\text{Nenner}}(s)} eines dynamischen Übertragungssystems kann einfache und mehrfache Linearfaktoren im Zähler und Nenner enthalten.

#### Lineare Regelstrecken

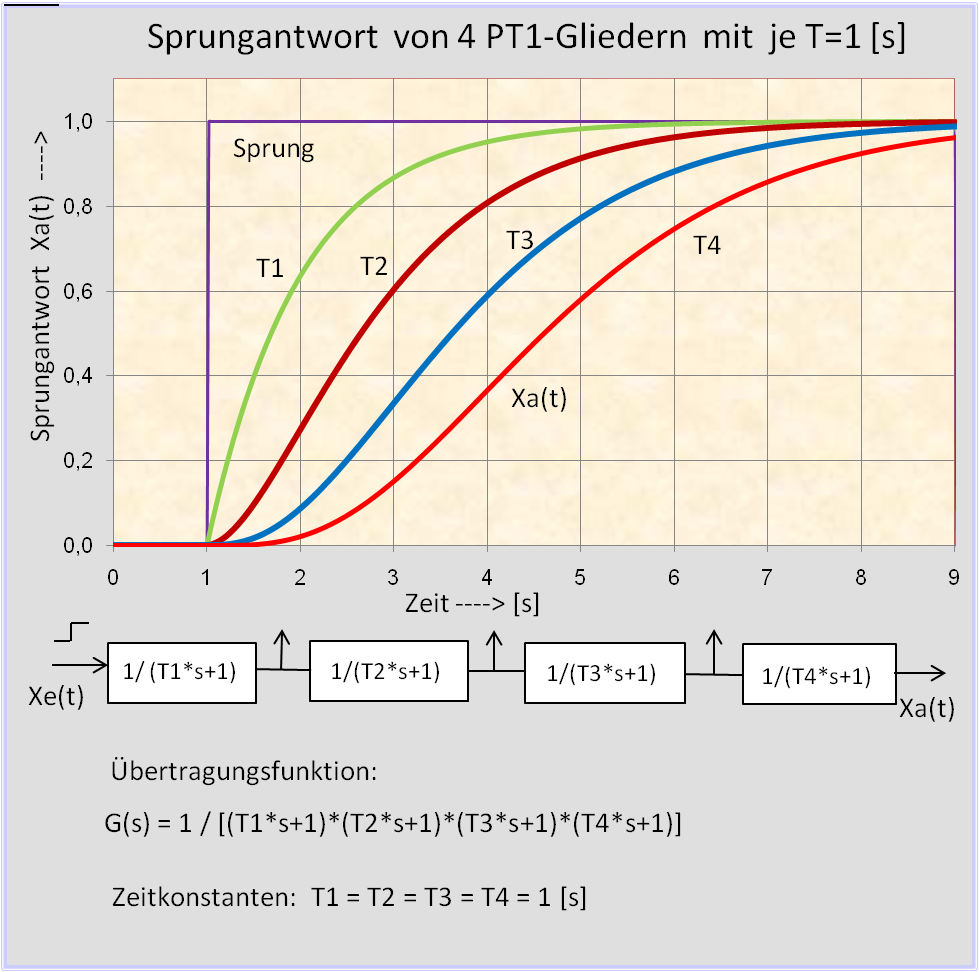
Die Sprungantworten Xaσ(t) mit 4 PT1-Gliedern mit je gleichen Zeitkonstanten mit je T = 1 s

#### Definition der Variablen s
- {\displaystyle s=\delta +j\omega } ist die unabhängige Variable im komplexen Frequenzbereich (Bildbereich, s-Bereich) mit {\displaystyle \delta } als Realteil und {\displaystyle j\omega } als Imaginärteil. Sie erlaubt beliebige algebraische Operationen im s-Bereich, ist aber nur ein Symbol für eine vollzogene Laplace-Transformation und enthält keinen Zahlenwert. Exponenten von {\displaystyle s} entsprechen dem Grad der Ableitung der Differentiale.
- Zahlenwerte entstehen aus den Koeffizienten {\displaystyle a} und {\displaystyle b} der Polynomdarstellung, indem die Polynome der Übertragungsfunktion durch Nullstellenzerlegung in Linearfaktoren (Produkte) zerlegt werden. Diese Nullstellen bzw. Pole können Null, reell oder konjugiert komplex sein.
- Die Realteile {\displaystyle \delta } und die Imaginärteile {\displaystyle j\omega } der Nullstellen {\displaystyle s_{n}} oder Pole {\displaystyle s_{p}} können in Abhängigkeit von den Zahlenwerten der Koeffizienten {\displaystyle a} und {\displaystyle b} auch den Zahlenwert Null aufweisen. Damit entstehen die drei Formen der Linearfaktoren z. B. im Nenner der Übertragungsfunktion mit dem Verhalten Integration, Verzögerung, Verzögerung 2. Ordnung konjugiert komplex.

Tabelle sämtlicher vorkommenden Arten der regulären Übertragungsfunktionen in Zeitkonstanten-Darstellung:
| Benennung →                       | P-Glied                             | I-Glied                                              | D-Glied                                        | PD1-Glied                                             | PT1-Glied                                                       | PT2-Glied (Schwingungsglied)                                           | PD2-Glied                                                          | Totzeitglied                                                       |
| --------------------------------- | ----------------------------------- | ---------------------------------------------------- | ---------------------------------------------- | ----------------------------------------------------- | --------------------------------------------------------------- | ---------------------------------------------------------------------- | ------------------------------------------------------------------ | ------------------------------------------------------------------ |
| Übertragungsfunktion G(s)         | {\displaystyle {\frac {Y}{U}}(s)=K} | {\displaystyle {\frac {Y}{U}}(s)={\frac {K_{I}}{s}}} | {\displaystyle {\frac {Y}{U}}(s)=K_{D}\cdot s} | {\displaystyle {\frac {Y}{U}}(s)=K_{PD1}(T\cdot s+1)} | {\displaystyle {\frac {Y}{U}}(s)={\frac {K_{PT1}}{T\cdot s+1}}} | {\displaystyle {\frac {Y}{U}}(s)={\frac {K_{PT2}}{T^{2}s^{2}+2DTs+1}}} | {\displaystyle {\frac {Y}{U}}(s)=K_{PD2}\cdot (T^{2}s^{2}+2DTs+1)} | {\displaystyle {\frac {Y}{U}}(s)=K_{T_{t}}\cdot e^{-T_{t}\cdot s}} |
| Pole und Nullstellen              | keine                               | {\displaystyle s_{p}=0}                              | {\displaystyle s_{n}=0}                        | {\displaystyle s_{n}=-\delta }                        | {\displaystyle s_{p}=-\delta }                                  | {\displaystyle s_{p1/2}=-\delta \pm j\omega }                          | {\displaystyle s_{n1/2}=-\delta \pm j\omega }                      | keine                                                              |
| Übergangsfunktion (Sprungantwort) |                                     |                                                      |                                                |                                                       |                                                                 |                                                                        | grafisch nicht darstellbar                                         |                                                                    |